# Список эпизодов телесериала «Детство Шелдона»
Список эпизодов американского ситкома «Детство Шелдона», созданого Чаком Лорри и Стивеном Моларо по заказу телеканала CBS. Сериал является спин-оффом сериала «Теория Большого взрыва» и повествует о юном Шелдоне Купере, вместе со своей семьёй живущем в Восточном Техасе. Заглавную роль исполняет Иэн Армитидж, а Джим Парсонс, игравший Шелдона в «Теории Большого взрыва», выступает в роли рассказчика.
В марте 2021 года CBS продлил сериал на пятый, шестой и седьмой сезоны. Показ шестого сезона начался 29 сентября 2022 года. Всего за 7 сезонов в эфир вышел 141 эпизод «Детства Шелдона».

## Обзор сезонов
| Сезон | Сезон | Эпизоды | Оригинальная дата показа | Оригинальная дата показа | Рейтинг Нильсена | Рейтинг Нильсена    |
| Сезон | Сезон | Эпизоды | Премьера сезона          | Финал сезона             | Ранг             | Зрители в США (млн) |
| ----- | ----- | ------- | ------------------------ | ------------------------ | ---------------- | ------------------- |
|       | 1     | 22      | 25 сентября 2017         | 10 мая 2018              | 6                | 16,30               |
|       | 2     | 22      | 24 сентября 2018         | 16 мая 2019              | 5                | 14,37               |
|       | 3     | 21      | 26 сентября 2019         | 30 апреля 2020           | 8                | 11,45               |
|       | 4     | 18      | 5 ноября 2020            | 13 мая 2021              | 12               | 9,45                |
|       | 5     | 22      | 7 октября 2021           | 19 мая 2022              | 8                | 9,21                |
|       | 6     | 22      | 29 сентября 2022         | 18 мая 2023              | 6                | 9,32                |
|       | 7     | 14      | 15 февраля 2024          | 16 мая 2024              | 5                | 9,28                |

## Эпизоды

### Сезон 1 (2017—2018)
| № общий | № в сезоне | Название | Режиссёр        | Автор сценария                                                                                                | Дата премьеры    | Произв. код | Зрители в США (млн) |
| --- | ---------- | --- | --------------- | --- | ---------------- | ----------- | ------------------- |
| 1 | 1          | «Пилотная серия» «Pilot»                                                                                           | Джон Фавро      | Чак Лорри и Стивен Моларо                                                                                     | 25 сентября 2017 | T12.15551   | 17,21               |
| Осенью 1989 года 9-летний Шелдон Купер, проживающий с семьёй в Медфорде (штат Техас), начинает обучение в девятом классе средней школы вместе со своим старшим братом Джорджем «Джорджи» Купером-младшим. Такой чести он удостоился после того, как продемонстрировал выдающийся уровень интеллекта и незаурядные способности по сравнению с обычными детьми его возраста. В первый же день Шелдон критикует своих одноклассников за нарушение дресс-кода, а также ставит под сомнение компетентность преподавателей. Директор школы и учителя намерены исключить Шелдона. Дома отец Шелдона Джордж Купер-старший предупреждает сына, что ему не поздоровится, если он будет лезть не в своё дело. |            | |                 | |                  |             |                     |
| 2 | 2          | «Ракеты, коммунисты и десятичная система Дьюи» «Rockets, Communists, and the Dewey Decimal System»                 | Майкл Цинберг   | Чак Лорри и Стивен Моларо                                                                                     | 2 ноября 2017    | T12.15552   | 12,66               |
| Шелдон узнаёт о том, что его мать Мэри беспокоится по поводу отсутствия у него друзей. Поэтому он берёт в школьной библиотеке книгу Дейла Карнеги «Как завоевывать друзей и оказывать влияние на людей» и безуспешно пробует применять описанные в ней советы на учениках и учителях. Сестра Шелдона Мисси рекомендует брату попытаться подружиться с другими людьми, которые также брали эту книгу. В конце концов Шелдон знакомится с вьетнамским мальчиком по имени Тэм. Выясняется, что они оба увлекаются ракетомоделизмом. Мать Шелдона счастлива и настаивает на том, чтобы Шелдон пригласил Тэма на ужин. Обед идёт не по плану, когда Тэм рассказывает им историю злоключений своей семьи, бежавшей из коммунистического Вьетнама. После обеда мальчики работают над запуском модели ракеты, когда появляются агенты ФБР, чтобы выяснить у Шелдона, зачем он пытался купить в Канаде уран. |            | |                 | |                  |             |                     |
| 3 | 3          | «Покер, вера и яйца» «Poker, Faith, and Eggs»                                                                      | Майкл Цинберг   | Сюжет : Дамир Конжичия и Дарио Конжичия Телесценарий : Чак Лорри и Стивен Моларо                              | 9 ноября 2017    | T12.15553   | 12,39               |
| Во время церковной службы Шелдон обсуждает отношения религии и науки с пастором Джеффом и заявляет о том, что Бога не существует. Соседский мальчишка Билли Спаркс приносит в подарок Мисси корзину с домашними яйцами. У Джорджа случается сердечный приступ, Мэри отправляется вместе с мужем в больницу и просит свою маму Конни присмотреть за детьми. Пока бабушка спит, Джорджи «одалживает» её машину и вместе с Шелдоном и Мисси едет навестить отца. В часовне больницы Шелдон молится Блезу Паскалю о выздоровлении Джорджа-старшего. Когда он быстро идёт на поправку, Шелдона на мгновение переполняет вера в целительную силу, но она исчезает, когда его семья получает пищевое отравление, съев яйца, принесённые Билли. Шелдон вступает в очередной спор с пастором Джеффом по поводу сотворения мира, и Джордж притворяется, что у него болит сердце, чтобы под благовидным предлогом увести свою семью из церкви. |            | |                 | |                  |             |                     |
| 4 | 4          | «Терапевт, комикс и колбаса на завтрак» «A Therapist, a Comic Book, and a Breakfast Sausage»                       | Джаффар Махмуд  | Сюжет : Чак Лорри и Стивен Моларо Телесценарий : Роб Улин и Дэвид Бикел                                       | 16 ноября 2017   | T12.15554   | 11,83               |
| За завтраком Шелдон давится кусочком колбасы и едва не задыхается, после чего у него возникает боязнь твёрдой пищи. Родители отводят его к психиатру, доктору Гетшу, который разрешает Шелдону взять любой комикс, который находится в приёмной. Шелдон начинает читать комикс из серии «Люди Икс», после чего, не дождавшись родителей, уходит в магазин комиксов, чтобы прочитать следующий выпуск. В магазине он встречает Тэма, который ест лакричные палочки. Шелдон сначала отказывается от угощения, предложенного Тэмом, но в конечном итоге решает почувствовать себя супергероем, преодолевает страх и берёт конфету. Между тем Конни проводит время с Джорджи и Мисси, которые переживают из-за того, что всё внимание родителей достаётся Шелдону, а как их как будто не существует. Бабушка успокаивает внуков, заявляя, что не будь Шелдона, родители допекали бы их. |            | |                 | |                  |             |                     |
| 5 | 5          | «Солнечный калькулятор, игра в мяч и бюст чирлидерши» «A Solar Calculator, a Game Ball, and a Cheerleader's Bosom» | Крис Кох        | Сюжет : Чак Лорри и Стивен Моларо Телесценарий : Дамир Конжичия и Дарио Конжичия                              | 23 ноября 2017   | T12.15555   | 11,43               |
| Шелдон применяет данные спортивной аналитики, чтобы помочь выигрывать школьной футбольной команде, которую тренирует его отец. Это кардинально меняет положение Шелдона в школе, и он, к своему недовольству, оказывается в центре всеобщего внимания. Джорджи чувствует себя забытым, так как отец всё время проводит с Шелдоном, а Мисси и Тэм используют популярность Шелдона себе на пользу. Тем временем Конни также спрашивает совета у внука по поводу своих спортивных ставок. После похода на вечеринку вместе с Тэмом Шелдон на тесте по математике из-за усталости получает четыре с плюсом. Не желая пустить свою жизнь под откос, он решает прекратить помогать футбольной команде и давать советы бабушке. Он сообщает о происходящем маме, которая устраивает разнос членам своей семьи. Джордж начинает игнорировать Шелдона, считая его ябедой, и примиряется с Джорджи. |            | |                 | |                  |             |                     |
| 6 | 6          | «Нашивка, модем и зантак®» «A Patch, a Modem, and a Zantac®»                                                       | Дон Скардино    | Сюжет : Чак Лорри и Стивен Моларо Телесценарий : Энтони Джои и Ник Мандернач                                  | 30 ноября 2017   | T12.15556   | 12,11               |
| Доктор Рональд Ходжес, инженер НАСА, выступает в качестве приглашённого докладчика в научном классе Шелдона и не воспринимает всерьез его идею о технологии возвратных ступеней ракет, заставляя вундеркинда изо всех сил пытаться доказать, что специалист неправ. Шелдон хочет самостоятельно произвести вычисления, но для этого ему необходим компьютер. Когда он понимает, что семья не может позволить себе дорогостоящую покупку, он расстраивается и на почве стресса зарабатывает язву. Шелдон использует компьютер доктора с доступом в Интернет для завершения своих расчётов и отправки результатов в НАСА. Когда ответа не приходит, Шелдон впадает в депрессию, а Джордж незамедлительно отвозит семью в Космический центр имени Линдона Джонсона и требует, чтобы Ходжес выслушал идею Шелдона. Ходжес признаёт, что расчёты Шелдона математически верны, но у НАСА нет технической возможности их реализовать. Шелдон приходит к выводу, что он опережает время. По дороге домой он благодарит отца за то, что он вступился за него. Во флешфорвардах демонстрируется, как 8 апреля 2016 года первая ступень ракеты SpaceX CRS-8 совершает успешную посадку на плавучую платформу в Атлантическом океане. Основатель SpaceX Илон Маск просматривает старые записи Шелдона, а затем прячет их в ящик стола. |            | |                 | |                  |             |                     |
| 7 | 7          | «Грудинка, вуду и пушечное ядро» «A Brisket, Voodoo, and Cannonball Run»                                           | Марк Сендроуски | Сюжет : Ник Бакай Телесценарий : Чак Лорри и Стивен Моларо                                                    | 7 декабря 2017   | T12.15557   | 12,49               |
| Конни отказывается поделиться с Джорджем фирменным рецептом приготовления грудинки. Джордж ссорится с Мэри и жалуется, что жена всегда принимает сторону своей матери. Конни даёт зятю фальшивый рецепт, который требует немалых усилий по поиску ингредиентов. После 14 часов, проведённых за готовкой блюда, Джордж терпит фиаско и тщетно пытается выгнать Конни из своего дома. Джорджи и Мисси боятся, что их родители на этой почве могут развестись. Шелдон внезапно вспоминает, как бабушка рассказывала свой рецепт, когда ему было 23 месяца. Он решает объявить его публично, однако Джордж заявляет, что куда больше его беспокоит тот факт, что Конни всегда считала его неудачником, недостойным её дочери. Он признаётся, что сильно изменился с тех пор, как впервые встретил Мэри. Конни просит прощения, и Джордж говорит, что это значит для него больше любого рецепта. |            | |                 | |                  |             |                     |
| 8 | 8          | «Мыс Канаверал, кот Шрёдингера и волосы Синди Лопер» «Cape Canaveral, Schrödinger's Cat, and Cyndi Lauper's Hair»  | Ховард Дойч     | Сюжет : Чак Лорри и Стивен Моларо Телесценарий : Дэвид Бикел                                                  | 14 декабря 2017  | T12.15558   | 11,64               |
| Джордж везёт своих сыновей на мыс Канаверал во Флориду, чтобы Шелдон мог увидеть запуск космического корабля «Шаттл». Однако в день запуска начинается сильный дождь с грозой. Пытаясь подбодрить Шелдона, Джордж просит его рассказать, откуда берутся молния и гром. Лишь годы спустя Шелдон понимает, что отец часто притворялся глупым, чтобы подыграть ему, и считает эту поездку лучшей в своей жизни. Тем временем Мэри, Мисси и Конни посещают салон красоты. У Мэри возникают разногласия по поводу воспитания детей (Мэри запретила Мисси покрасить волосы в рыжий цвет, как у Синди Лопер), но позже они мирятся друг с другом. |            | |                 | |                  |             |                     |
| 9 | 9          | «Спок, Кирк и паховая грыжа» «Spock, Kirk, and Testicular Hernia»                                                  | Питер Лоэр      | Чак Лорри и Стивен Моларо                                                                                     | 21 декабря 2017  | T12.15559   | 11,32               |
| Шелдон помогает Джорджи подготовиться к тесту по математике, однако обнаруживает, что тот при выполнении задания пользовался шпаргалкой. Поскольку капитан Кирк из сериала «Звёздный путь» также схитрил при прохождении теста Кобаяси Мару, Шелдон решает изменить свой образ жизни и больше не следовать правилам. Он пишет записку тренеру Уилкинсу от лица своей матери с просьбой освободить его от занятий физкультурой в связи с паховой грыжей, а после этого начинает выносить книги из школьной библиотеки, не проставляя штампы в карточках. Шелдона ловят на обмане, когда тренер показывает Джорджу записку об освобождении. Мэри отчитывает Шелдона и заставляет исправить все проступки. Шелдон вновь появляется на уроках физкультуры, и тренер заставляет его карабкаться по канату. |            | |                 | |                  |             |                     |
| 10 | 10         | «Орлиное перо, стручковая фасоль и эскимос» «An Eagle Feather, a String Bean, and an Eskimo»                       | Ребекка Эшер    | Сюжет : Чак Лорри и Стивен Моларо Телесценарий : Роб Улин и Дэвид Бикел                                       | 4 января 2018    | T12.15560   | 14,70               |
| Директор средней школы Питерсен приглашает к себе Мэри и Джорджа и предлагает отправить Шелдона в академию для одарённых детей в Далласе, так как учебная программа в Медфорде недостаточно сложная для вундеркинда, и он начинает скучать. На самом деле местные учителя доведены до белого каления общением с юным гением, постоянно ставящим их в неловкое положение. Шелдон приходит в восторг от этой идеи и переезжает в Даллас. Однако семья (за исключением Джорджи) быстро начинает скучать по нему. Шелдону приходится не по душе семейная пара, с которой он живёт: супруги оказываются любителями фолк-музыки. Переживая за сына, Джордж срывается в Даллас и забирает Шелдона домой. |            | |                 | |                  |             |                     |
| 11 | 11         | «Демоны, воскресная школа и простые числа» «Demons, Sunday School, and Prime Numbers»                              | Ховард Дойч     | Сюжет : Чак Лорри и Стивен Моларо Телесценарий : Чак Лорри, Стивен Моларо и Эрик Каплан                       | 11 января 2018   | T12.15561   | 14,17               |
| Мэри начинает беспокоиться, когда обнаруживает, что Шелдон играет в «Подземелья и драконы» с Тэмом и Билли. Она обращается за помощью к родителям Тэма и Билли, чтобы попытаться положить этому конец, но они считают игру безвредной. Мэри просит совета у пастора Джеффа, который убеждает Шелдона посещать воскресную школу баптистов. Закончив чтение библии, Шелдон начинает изучать все основные религии мира и расспрашивает Тэма о том, что значит быть католиком, а Айру Розенблюма — о том, каково быть евреем. В конечном итоге Шелдона не устраивает ни одна религия. Шелдону снится сон, как он встречает Единицу и Ноль — двоичный код, который почти раскрывает ему тайну создания вселенной, но мальчика будит Джорджи. Шелдон решает основать собственную религию под названием «матемалогизм», в которой единственным грехом является глупость. |            | |                 | |                  |             |                     |
| 12 | 12         | «Компьютер, пластиковый пони и ящик пива» «A Computer, a Plastic Pony, and a Case of Beer»                         | Ричи Кин        | Сюжет : Чак Лорри и Стивен Моларо Телесценарий : Чак Лорри, Стивен Моларо и Тара Эрнандез                     | 18 января 2018   | T12.15562   | 13,33               |
| Шелдон просит Мэри купить ему компьютер Tandy 1000 SL. Джордж настаивает, что семья не можете позволить такую дорогостоящую покупку, но, как оказывается, у Мэри есть тайные сбережения. Супруги ссорятся по поводу этих накоплений, и Мэри вместе с Шелдоном и Мисси переезжает в дом Конни. Чтобы досадить Джорджу, Мэри покупает Шелдону компьютер. Мальчик приходит в восторг и пытается использовать компьютерную программу «Элиза» в попытке узнать, как спасти брак родителей. Бабуля подслушивает разговор Шелдона и просит Мэри вернуться домой. Тем временем Джорджи советует Джорджу извиниться перед Мэри, что тот и делает. Семья воссоединяется и исследует различные варианты использования компьютера. |            | |                 | |                  |             |                     |
| 13 | 13         | «Чих, оставление после уроков и Сисси Спейсек» «A Sneeze, Detention, and Sissy Spacek»                             | Ховард Дойч     | Сюжет : Чак Лорри и Стивен Моларо Телесценарий : Эрик Каплан и Джереми Хоу                                    | 1 февраля 2018   | T12.15563   | 12,92               |
| Когда в школе начинается эпидемия гриппа, у Шелдона проявляется гермофобия. После того, как его классный руководитель чихает во время урока, Шелдон самовольно покидает класс, а затем и вовсе сбегает из школы. В качестве наказания его оставляют после уроков, однако и тут он уходит из класса из-за то, что у преподавателя першит в горле. Шелдона на неделю отстраняют от занятий, и он начинает строить в гараже замкнутую экосистему. Конни смеётся над поведением внука, но Мэри серьёзно беспокоится по этому поводу. Джорджи в школе притворяется, что Шелдон серьёзно болен, и сочувствующие девочки заключают Джорджи в объятия. После многочисленных безуспешных попыток выманить Шелдона Конни удаётся наконец уговорить мальчика, напомнив ему о храбрых техасцах, которые ничего не боятся. На следующий день Шелдон заболевает, но чувствует себя лучше, когда Мэри напевает ему песню «Теплый, пушистый котенок». |            | |                 | |                  |             |                     |
| 14 | 14         | «Картофельный салат, метла и папин виски» «Potato Salad, a Broomstick, and Dad's Whiskey»                          | Ховард Дойч     | Чак Лорри, Стивен Моларо и Тара Эрнандез                                                                      | 1 марта 2018     | T12.15564   | 12,42               |
| Пастор Джефф предлагает Мэри занять должность церковного секретаря и спрашивает у неё совета по поводу семейной жизни, так как его новая жена не говорит по-английски и безрассудно тратит все деньги. Конни отказывается приглядывать за внуками, пока Мэри на работе, и Мисси с Шелдоном после школы остаются дома без присмотра. Когда бабушка заглядывает проведать близнецов, они думают, что явился грабитель и поливают Конни пеной из огнетушителя. Шелдон берёт метлу в руку и цепляет занозу. Мисси ищет по всему дому пинцет, чтобы её извлечь. В конце концов она находит его в детской настольной игре «Операция» и успешно удаляет обломок из пальца. |            | |                 | |                  |             |                     |
| 15 | 15         | «Доломит, яблочные дольки и загадочная женщина» «Dolomite, Apple Slices, and a Mystery Woman»                      | Марк Сендроуски | Сюжет : Чак Лорри и Стивен Моларо Телесценарий : Чак Лорри, Стивен Моларо и Тара Эрнандез                     | 8 марта 2018     | T12.15565   | 12,52               |
| Шелдон и Тэм заводят дружбу с Либби, ученицей 11-го класса, которая увлекается геологией, и вместе с ней начинают изучать камни. Во время одного из обедов в библиотеке Либби предлагает втроём съездить в Хьюстонский музей естественных наук, чтобы посмотреть фильм в формате IMAX. Шелдон потрясён, когда в разговоре с Мэри Либби называет его ребёнком, и решает никогда не заводить новых друзей. Мэри убеждает сына, что когда он вырастет, то будет окружён чудесными и умными людьми. Тэм и Либби в конечном итоге едут в Хьюстон без Шелдона, и во время просмотра кино Либби отвергает ухаживания Тэма. В результате социальный кружок Шелдона уменьшается с трёх до двух человек. Шелдон начинает считать геологию не совсем наукой, а скорее хобби, коллекционированием камней. |            | |                 | |                  |             |                     |
| 16 | 16         | «Астероиды-убийцы, Оклахома и машинка "Волосы дыбом"» «Killer Asteroids, Oklahoma, and a Frizzy Hair Machine»      | Ховард Дойч     | Сюжет : Чак Лорри и Стивен Моларо Телесценарий : Стивен Моларо                                                | 29 марта 2018    | T12.15566   | 11,91               |
| Шелдон расстраивается, когда на школьной научной выставке его проект по предотвращению столкновений с астероидами проигрывает генератору Ван де Граафа, продемонстрированному другой ученицей. Он разочаровывается в системе школьного образования и решает бросить науку. После сеанса терапии с доктором Гетчем Шелдон решает стать актёром. На уроке актёрского мастерства он производит впечатление на руководителя драматического кружка, мистера Ланди, и получает главную роль в мюзикле «Энни». Родители обеспокоены тем, что их сын играет девочку, но Шелдон отвергает их возражения. В день премьеры Шелдон испытывает страх перед сценой и отказывается выступать, вынуждая мистера Ланди взять роль Энни на себя. |            | |                 | |                  |             |                     |
| 17 | 17         | «Джиу-джитсу, пузырчатая плёнка и газировка» «Jiu-Jitsu, Bubble Wrap, and Yoo-Hoo»                                 | Джаффар Махмуд  | Сюжет : Чак Лорри и Стивен Моларо Телесценарий : Тара Эрнандез и Джереми Хоу                                  | 5 апреля 2018    | T12.15567   | 11,66               |
| Шелдон вынужден прятаться от Бобби Спаркс, шестилетней соседки, которая бьёт его и отбирает деньги на обед. Джордж и Мэри пытаются справиться с возникшей ситуацией, но однако их попытки поговорить с родителями Бобби ни к чему не приводят. В конце концов Джордж и отец Бобби уединяются вместе в курятнике, пьют пиво, после чего планируют рассказать своим женам выдуманную историю о том, как они повздорили и едва не подрались, но потом смогли найти общий язык и пришли к взаимопониманию. Шелдон отдаёт все свои сбережения Мисси, чтобы она побила Бобби, однако вместо этого девочки весело вместе проводят время. |            | |                 | |                  |             |                     |
| 18 | 18         | «Мать, дитя и зад синего человека» «A Mother, A Child, and a Blue Man's Backside»                                  | Джаффар Махмуд  | Сюжет : Чак Лорри, Стивен Моларо и Тиган Уолл Телесценарий : Дэвид Бикел, Дамир Конжичия и Дарио Конжичия     | 12 апреля 2018   | T12.15568   | 11,70               |
| Мэри обнаруживает на столе Шелдона комикс «Хранители», содержащий сцены насилия и изображения обнажённых тел, в частности — голого доктора Манхэттена. После того, как она конфискует у сына все комиксы, Шелдон требует, чтобы к нему относились как к взрослому, и пробует начать самостоятельную жизнь. Он пытается готовить себе еду, хочет поступить в колледж и устроиться на работу, но во всех своих начинаниях терпит неудачу. Когда в городе начинается торнадо, Шелдону приходится вспомнить о семейных ценностях. |            | |                 | |                  |             |                     |
| 19 | 19         | «Глюоны, гуакамоле и фиолетовый цвет» «Gluons, Guacamole, and the Color Purple»                                    | Алекс Рид       | Чак Лорри, Стивен Моларо и Тара Эрнандез                                                                      | 19 апреля 2018   | T12.15569   | 11,67               |
| Конни отвозит Шелдона в колледж, чтобы он мог прослушать курс лекций по квантовой хромодинамике. Преподаватель, доктор Джон Стерджис, приглашает Конни на обед в мексиканском ресторане. Она хорошо проводит время, но обнаруживает, что профессор слишком похож на Шелдона в старости. На следующем занятии Конни вынуждена покинуть класс, потому что её присутствие слишком отвлекает Стерджиса. Тем временем Мисси просит Джорджи помочь ей с домашним заданием по грамматике. Взяв пример с Шелдона, они добиваются отличного результата. |            | |                 | |                  |             |                     |
| 20 | 20         | «Собака, белка и рыбка по имени Рыбка» «A Dog, A Squirrrel, and a Fish Named Fish»                                 | Джаффар Махмуд  | Сюжет : Дамир Конжичия, Дарио Конжичия и Тиган Уолл Телесценарий : Чак Лорри, Стивен Моларо и Дэвид Бикел     | 26 апреля 2018   | T12.15570   | 11,51               |
| Шелдона повсюду начинает преследовать пёс, о котором заботится семья Спарксов после того, как его хозяин попал в тюрьму. Семьи не могут договориться о том, как контролировать собаку, пока пастор Джефф не вмешивается в конфликт и не просит прихожан примириться. В попытке найти способ преодоления кинофобии Шелдон решается на физический контакт с собакой, одевшись в защитную одежду. Ему удаётся погладить пса, но тот в ответ облизывает мальчика. Как оказывается, собаку так тянет к Шелдону из-за того, что он, как и бывший хозяин, пользуется бриолином для укладки волос. Пытаясь справиться с фобией Шелдона, Конни покупает ему аквариумную рыбку, но рыбка кусает и его, и Джорджа. |            | |                 | |                  |             |                     |
| 21 | 21         | «Копчёные колбаски, карманное пончо и Тони Данца» «Summer Sausage, a Pocket Poncho, and Tony Danza»                | Алекс Рид       | Сюжет : Стивен Моларо, Эрик Каплан и Стейси Пулвер Телесценарий : Чак Лорри, Тара Эрнандез и Коннор Килпатрик | 3 мая 2018       | T12.15571   | 11,67               |
| Шелдон приглашает доктора Стерджиса на ужин к себе домой, не предупредив родителей и бабушку. На следующий вечер Джон приходит в дом Конни, чтобы угостить её блюдами сычуаньской кухни, после чего она приглашает его остаться на ночь. Шелдон следит за происходящим через бинокль. Джордж отводит Мисси, разодетую как принцесса, на ужин в лучший ресторан Техаса «Красный лобстер». Во время обеда Джорджи расспрашивает Мэри о том, была ли она беременной им, когда выходила замуж за папу. |            | |                 | |                  |             |                     |
| 22 | 22         | «Ванильное мороженое, воздыхатели и обеденный гарнитур» «Vanilla Ice Cream, Gentleman Callers, and a Dinette Set»  | Джаффар Махмуд  | Сюжет : Джереми Хоу, Дамир Конжичия и Дарио Конжичия Телесценарий : Чак Лорри, Стивен Моларо и Эрик Каплан    | 10 мая 2018      | T12.15572   | 12,44               |
| Конни пытается встречаться одновременно с Джоном и владельцем мебельного магазина Айрой Розенблумом, но затем решает бросить Айру. Торговец пытается вернуть расположение Конни, прислав ей в качестве подарка обеденный столик. Джон отправляется в магазин на разборки и требует от Айры прекратить преследовать Конни, но после душевной беседы соперники находят общий язык. Конни приходит в ярость, узнав, что Джон встречался с Айрой у неё за спиной, а также запрещает Шелдону шпионить за её домом с биноклем. Шелдона озаряет мысль, что он может составить договор на любые социальные взаимоотношения. Конни, Джон и Шелдон подписывают трёхстороннее соглашение, в котором оговаривают принципы своего поведения. Взрослый Шелдон продолжит составлять такие контракты всю свою жизнь — с соседями по комнате, с женой и даже с собственными детьми. |            | |                 | |                  |             |                     |

### Сезон 2 (2018—2019)
| № общий | № в сезоне | Название | Режиссёр            | Автор сценария                                                                                               | Дата премьеры    | Произв. код | Зрители в США (млн) |
| --- | ---------- | --- | ------------------- | --- | ---------------- | ----------- | ------------------- |
| 23 | 1          | «Пронзительный гул и боковые колёсики» «A High-Pitched Buzz and Training Wheels»                                 | Джаффар Махмуд      | Сюжет : Чак Лорри и Стивен Моларо Телесценарий : Дэвид Бикел, Эрик Каплан и Джереми Хоу                      | 24 сентября 2018 | T12.16053   | 10,58               |
| Шелдон разбирает холодильник, чтобы найти источник постоянного гула, и за его ремонт Джорджу приходится отдать мастеру 200 долларов. Шелдон начинает разносить газеты, чтобы выплатить Джорджу долг, но работа оказывается слишком сложной и сопряжённой со стрессом. В конечном итоге он перепоручает доставку газет Билли Спарксу. |            | |                     | |                  |             |                     |
| 24 | 2          | «Соперник-вундеркинд и сэр Исаак Нейтрон» «A Rival Prodigy and Sir Isaac Neutron»                                | Марк Сендроуски     | Сюжет : Чак Лорри, Стивен Моларо и Дэвид Бикел Телесценарий : Дамир Конжичия, Дарио Конжичия и Тара Эрнандес | 27 сентября 2018 | T12.16052   | 10,21               |
| На лекции Джона Шелдон знакомится с 10-летней Пейдж, которая умнее и моложе его, что вызывает у него зависть и ревность. Пейдж с семьёй приходит в гости к Куперам. Её родители начинают ссориться после разговора с Джорджем и Мэри о воспитании одарённых детей. Шелдон все ещё завидует Пейдж, а Мисси и Джорджи заводят дружбу с её старшей сестрой. Джону приходится смириться с тем, что ему не следует хвалить Пейдж в присутствии Шелдона. |            | |                     | |                  |             |                     |
| 25 | 3          | «Кризис веры и инопланетяне-осьминоги» «Crisis of Faith and Octopus Aliens»                                      | Джаффар Махмуд      | Сюжет : Чак Лорри, Дэвид Бикел и Эрик Каплан Телесценарий : Стивен Моларо, Мария Феррари и Джереми Хоу       | 4 октября 2018   | T12.16051   | 10,68               |
| Мэри ставит под сомнение веру в Бога, узнав о гибели в автокатастрофе шестнадцатилетней девочки из их церковного прихода. Шелдон вступает в полемику с пастором Джеффом по поводу того, как была создана вселенная и земля, и в каком облике Бог предстанет на планете, где живут инопланетяне-осьминоги. В разговоре с Мэри Шелдон рассуждает о том, насколько совершенной является вселенная, что делает логичным предположение о существовании Создателя. Он также называет её идеальной мамой, после чего Мэри благодарит Бога за такого сына. |            | |                     | |                  |             |                     |
| 26 | 4          | «Финансовый секрет и рыбный соус» «A Financial Secret and Fish Sauce»                                            | Джонатан Джадж      | Сюжет : Чак Лорри, Дэвид Бикел и Джереми Хоу Телесценарий : Стивен Моларо, Дамир Конжичия и Дарио Конжичия   | 11 октября 2018  | T12.16054   | 11,18               |
| Занимаясь счетами своих родителей, Шелдон обнаруживает отсутствие чека на 300 долларов. Однако Джордж не хочет говорить об этом, утверждая, что одолжил данную сумму другу и требует, чтобы Шелдон скрыл это в тайне от матери. Шелдон настолько обеспокоен необходимостью хранить секрет, что даже просит остаться на ночёвку в доме Тэма, чтобы избежать общения с Мэри. Впоследствии выясняется, что пропавшие 300 долларов оказались залогом, который Джордж уплатил за Конни, задержанную за вождение в нетрезвом состоянии (хотя на самом деле за рулём был Джорджи).Так как секрет раскрыт, Конни в отместку Джорджу рассказывает Мэри о непристойном поведении её мужа на церковном пикнике. |            | |                     | |                  |             |                     |
| 27 | 5          | «Научное исследование и чехословацкая свадебная выпечка» «A Research Study and Czechoslovakian Wedding Pastries» | Джуд Вэн            | Сюжет : Стивен Моларо, Дамир Конжичия и Дарио Конжичия Телесценарий : Чак Лорри, Дэвид Бикел и Эрик Каплан   | 18 октября 2018  | T12.16055   | 11,00               |
| Джон предлагает Шелдону и Мисси принять участие в научном исследовании близнецов, которое проводится в его университете в Хьюстоне. Мэри обеспокоена возможными последствиями для детей, но Джордж рад тому, что за исследование каждую неделю платят по 300 долларов. Шелдон преуспевает в аналитических тестах, но не справляется с тестами на восприятие изображений, в то время как у Мисси дела обстоят с точностью до наоборот. Мисси также даёт своему психологу советы по поводу того, как ей повысить привлекательность в глазах коллеги-мужчины. Наблюдая за сессиями, Мэри узнаёт, что Мисси чувствует себя забытой и одинокой по сравнению своими братьями, поэтому по дороге домой предоставляет дочери возможность выбрать для ужина любой ресторан. |            | |                     | |                  |             |                     |
| 28 | 6          | «Семь смертных грехов и маленький Карл Саган» «Seven Deadly Sins and a Small Carl Sagan»                         | Крис Кох            | Сюжет : Чак Лорри, Дэвид Бикел и Джереми Хоу Телесценарий : Чак Лорри, Эрик Каплан и Коннор Килпатрик        | 25 октября 2018  | T12.16056   | 10,96               |
| Пастор Джефф хочет устроить на Хэллоуин Адский дом, чтобы показать детям и подросткам последствия греховных поступков, и назначает Мэри ответственной за проведение мероприятия. Она заручается поддержкой мистера Ланди, руководителя школьного драмкружка, который перехватывает инициативу в свои руки, взяв на себя написание сценария представления и роль рассказчика — Сатаны. Он обустраивает в пустующем доме отдельные комнаты для каждого из семи смертных грехов. Ещё одна комната — Рай, где находится Мэри в костюме ангела, но единственным человеком, который хочет спасения, оказывается Вероника, подружка Джорджи. Шелдон на Хеллоуин одевается как Карл Саган, но только один человек опознаёт его персонажа по костюму. |            | |                     | |                  |             |                     |
| 29 | 7          | «Радиоуглеродный анализ и чучело енота» «Carbon Dating and a Stuffed Raccoon»                                    | Ребекка Эшер        | Сюжет : Чак Лорри, Дамир Конжичия и Дарио Конжичия Телесценарий : Стивен Моларо, Эрик Каплан и Тара Эрнандес | 1 ноября 2018    | T12.16057   | 11,07               |
| Джордж отвозит Шелдона в музей естественных наук на лекцию по радиоуглеродному анализу, которую также посещает Пейдж. Во время обеда к Джорджу по отдельности подходят пообщаться родители Пейдж, брак которых разваливается из-за трудностей с воспитанием такого особенного ребёнка, как Пейдж. Шелдону и Пейдж становятся скучно на лекции, и они забредают в закрытую экспозицию музея. Тем временем бабушка проводит гаражную распродажу и расстраивается из-за того, что Джон носит куртку её покойного мужа. |            | |                     | |                  |             |                     |
| 30 | 8          | «Восьмибитная принцесса и гений проколотых шин» «An 8-Bit Princess and a Flat Tire Genius»                       | Джаффар Махмуд      | Сюжет : Чак Лорри, Дамир Конжичия и Дарио Конжичия Телесценарий : Стивен Моларо, Дэвид Бикел и Тара Эрнандес | 8 ноября 2018    | T12.16058   | 11,00               |
| Конни и Шелдон становятся зависимыми от видеоигр. Бабушка даже забирает внука из школы, чтобы он мог поиграть с ней, так как она обещала не играть в одиночку. Тем временем Джорджи работает неполный рабочий день в гараже Гершеля Спаркса, где демонстрирует несомненный талант к ремонту проколотых шин. |            | |                     | |                  |             |                     |
| 31 | 9          | «Семейная динамика и красный Fiero» «Family Dynamics and a Red Fiero»                                            | Алекс Рид           | Сюжет : Стивен Моларо, Мария Феррари и Тара Эрнандес Телесценарий : Чак Лорри, Эрик Каплан и Джереми Хоу     | 15 ноября 2018   | T12.16059   | 10,77               |
| Шелдон берёт курс по психологии в качестве факультатива, и преподаватель поручает ему наблюдать за отношениями семьи в течение выходных на День благодарения. Он становится свидетелем того, как его родители спорят о том, должен ли Джордж перейти на высокооплачиваемую работу в университете Талсы в Оклахоме, но его семья не хочет покидать Медфорд. Шелдон неожиданно поддаётся эмоциям, зачитывая свой доклад перед классом. Джордж отклоняет предложение о новой работе. |            | |                     | |                  |             |                     |
| 32 | 10         | «Задержка детства и банка с классными солёными орешками» «A Stunted Childhood and a Can of Fancy Mixed Nuts»     | Ребекка Эшер        | Чак Лорри,Стивен Моларо и Тара Эрнандес                                                                      | 6 декабря 2018   | T12.16060   | 10,91               |
| Мисси приглашает Пейдж с ночёвкой на выходные. Пейдж предупреждает Шелдона, что слишком взрослые дети, вырастая, становятся чудаками и отщепенцами. Поэтому Шелдон решает заняться детскими шалостями, пытаясь разыграть членов своей семьи и Билли Спаркса. Наконец, ему удаётся подшутить над Мисси, и он доволен достигнутым прогрессом. Тем временем Джон просит Конни научить его водить машину, однако не в состоянии справиться с ситуацией на дорогах. Они признаются друг другу в любви. |            | |                     | |                  |             |                     |
| 33 | 11         | «Раса сверхлюдей и письмо Альфу» «A Race of Superhumans and a Letter to Alf»                                     | Джаффар Махмуд      | Сюжет : Тара Эрнандес, Дамир Конжичия и Дарио Конжичия Телесценарий : Чак Лорри, Стивен Моларо и Эрик Каплан | 3 января 2019    | T12.16061   | 10,95               |
| Мисси просит Шелдона помочь с выполнением домашнего задания по математике. Успешно объяснив примеры с дробями, Шелдон открывает в себе талант педагога и решает повысить интеллектуальный уровень сестры, используя метод Сократа. Чтобы заставить Мисси заниматься, он повреждает её куклу, и получает удар в глаз. Джорджи присоединяется к кружку изучения Библии, который организует его мать, чтобы проводить время рядом с Вероникой. Они вместе проходит обряд крещения, и Вероника бьёт его по лицу, когда он решается поцеловать её. |            | |                     | |                  |             |                     |
| 34 | 12         | «Боль в животике и кит метафоры» «A Tummy Ache and a Whale of a Metaphor»                                        | Марк Сендроуски     | Сюжет : Чак Лорри и Стивен Моларо Телесценарий : Тара Эрнандес, Джереми Хоу и Коннор Килпатрик               | 10 января 2019   | T12.16062   | 12,05               |
| На уроках у Шелдона начинает болеть живот, и лекарство, которое даёт школьная медсестра, лишь временно облегчает его состояние. Шелдон попадает в больницу, где ему проводят операцию по удалению желчного пузыря. Он ведёт себя как капризный пациент, пока в его палату не селят соседа с дырой в сердце. Вся семья скучает по Шелдону, и только Джорджи рад передышке. После выписки Шелдон рад узнать, что сосед успешно перенес операцию на сердце, но не собирается его навещать. Отец из чувства вины заваливает Шелдона подарками. |            | |                     | |                  |             |                     |
| 35 | 13         | «Ядерный реактор и мальчик, которого называют "Душечка"» «A Nuclear Reactor and a Boy Called Lovey»              | Крис Кох            | Сюжет : Чак Лорри, Стивен Моларо и Тара Эрнандес Телесценарий : Чак Лорри, Стивен Моларо и Эрик Каплан       | 17 января 2019   | T12.16064   | 11,46               |
| Пытаясь вернуть Веронику, Джорджи просит у неё прощения, и с ужасом узнаёт, что у девушки уже есть парень. Мэри настаивает на том, чтобы Джордж рассказал ей, кто был его первой любовью. Во время званого ужина в университете Конни вынуждена вмешаться в спор между Джоном и другим учёным, который пытается флиртовать с ней. Шелдон получает коробку с детекторами дыма, чтобы извлечь из них америций-241 и построить атомный реактор для обеспечения своего дома электричеством. В дом Куперов прибывают правительственные агенты в защитных костюмах. |            | |                     | |                  |             |                     |
| 36 | 14         | «Давид, Голиаф и газировка, что подальше» «David, Goliath, and a Yoo-hoo From the Back»                          | Джаффар Махмуд      | Сюжет : Чак Лорри, Джереми Хоу и Стейси Пулвер Телесценарий : Стивен Моларо, Мария Феррари и Тара Эрнандес   | 31 января 2019   | T12.16063   | 11,58               |
| Шелдон видит, как парень Вероники Томми Кларксон запугивает Джорджи, и завязывает с ним дружбу. Шелдон хвастается своими отношениями с Томми перед другим задирой и хочет устроить между ними драку, что приводит к тому, что Шелдона на ночь запирают в шкафчике в раздевалке. Тем временем Мисси крадёт косметику Конни, чтобы накраситься перед фотографированием для школьного альбома, и разгневанная Мэри в качестве наказания оставлять дочь ночевать у бабушки. Конни рассказывает внучке, что Мэри стала набожной христианкой после того, как Мисси едва не умерла при рождении, тем самым заставляя её изменить своё отношение к своей матери. |            | |                     | |                  |             |                     |
| 37 | 15         | «Неотложная математика и пышные пальмы» «A Math Emergency and Perky Palms»                                       | Джаффар Махмуд      | Сюжет : Чак Лорри и Стивен Моларо Телесценарий : Тара Эрнандес, Джереми Хоу и Коннор Килпатрик               | 7 февраля 2019   | T12.16065   | 12,06               |
| По результатам теста Джон ставит Шелдону оценку 95%, которую Шелдон считает несправедливой и оспаривает её. После долгих препирательств Джон в конце концов вынужден признать правоту Шелдона и поставить ему высший балл. Пастор Джефф заболевает и заставляет Мэри взять на себя его обязанности, в том числе консультацию по поводу брака для пары молодоженов и посещение домоседа. Визит проходит не лучшим образом, а когда Мэри снова навещает затворника, то обнаруживает, что он скончался. |            | |                     | |                  |             |                     |
| 38 | 16         | «Буханка хлеба и большой старый флаг» «A Loaf of Bread and a Grand Old Flag»                                     | Алекс Рид           | Сюжет : Чак Лорри и Стивен Моларо Телесценарий : Тара Эрнандес, Джереми Хоу и Коннор Килпатрик               | 21 февраля 2019  | T12.16066   | 11,31               |
| У любимой марки хлеба Шелдона изменяется вкус, поэтому он начинает кампанию в поддержку строгого государственного контроля за корпорациями. Во время телевизионного интервью он непредумышленно заявляет, что коммунизм может стать ответом на кризис с хлебом, поэтому горожане начинают считать семью Куперов коммунистами, атеистами и предателями. Конни на лужайке дома пытается убедить всех в своей лояльности, размахивая национальным флагом США и распевая патриотические песни. Тем временем Джорджи узнаёт о том, что парень бросил Веронику, и вновь начинает дружить с девушкой. |            | |                     | |                  |             |                     |
| 39 | 17         | «Альберт Эйнштейн и история о другой Марии» «Albert Einstein and the Story of Another Mary»                      | Бет МакКарти-Миллер | Сюжет : Чак Лорри, Стивен Моларо и Эрик Каплан Телесценарий : Чак Лорри, Стивен Моларо и Стив Холланд        | 7 марта 2019     | T12.16067   | 11,57               |
| Мэри узнаёт о том, что беременна. Джордж расстроен предстоящими финансовыми расходами. Он приходит к директору школу и выпрашивает небольшую прибавку к зарплате, однако у Мэри происходит выкидыш. Тем временем Шелдон пытается научиться игре на скрипке, чтобы походить на Альберта Эйнштейна. Когда скрипка не помогает ему стимулировать мыслительные процессы, Шелдон приходит к выводу, что как и Эйнштейн, он должен стать евреем. Он обращается к раввину и заявляет о намерении перейти из баптизма в иудаизм. Однако раввин советует Шелдону остаться в той же вере, что и его родители, и быть самим собой. Шелдон следует этой рекомендации и отказывается от мысли осваивать скрипку. |            | |                     | |                  |             |                     |
| 40 | 18         | «Идеальный результат и маршмэллоу на горелке Бунзена» «A Perfect Score and a Bunsen Burner Marshmallow»          | Крис Кох            | Сюжет : Чак Лорри, Дэвид Бикел и Тара Эрнандес Телесценарий : Стивен Моларо, Эрик Каплан и Джереми Хоу       | 4 апреля 2019    | T12.16068   | 10,50               |
| Колледжи начинают активно интересоваться Шелдоном после того, как он получает отличную оценку на предварительных вступительных экзаменах. Чтобы приобщиться к опыту учёбы в колледже, он остаётся на ночь с Джоном. Однако после того, как Шелдон случайно устраивает пожар на кухне профессора, он с радостью возвращается домой. Мэри в восторге, так как в отсутствие Шелдона у неё развился синдром опустевшего гнезда. |            | |                     | |                  |             |                     |
| 41 | 19         | «Политическая кампания и обманщица в стране конфет» «A Political Campaign and a Candy Land Cheater»              | Джуд Вэн            | Сюжет : Чак Лорри, Дамир Конжичия и Дарио Конжичия Телесценарий : Стивен Моларо, Дэвид Бикел и Стив Холланд  | 25 апреля 2019   | T12.16069   | 10,46               |
| Шелдон недоволен тем, что из школьного бюджета тратится много средств на футбол, а научная лаборатория не получает должного финансирования. Шелдон решает баллотироваться на пост президента студенческого совета. Предвыборная кампания идёт плохо, пока Шелдон не решает прибегнуть к грязным методам и использует информацию, которую Мисси получила от младшей сестры его соперницы. Объявив, что его конкурентка является выходцем из Нью-Йорка, Шелдон апеллирует к гордости техасцев и одерживает победу. В качестве первого шага на новом посту Шелдон собирается переиначить на новый лад клятву верности флагу США, но директор Петерсон не даёт ему так поступить. |            | |                     | |                  |             |                     |
| 42 | 20         | «Предложение и крест из палочек от леденцов» «A Proposal and a Popsicle Stick Cross»                             | Джаффар Махмуд      | Сюжет : Чак Лорри, Дэвид Бикел и Стив Холланд Телесценарий : Стивен Моларо, Тара Эрнандес и Джереми Хоу      | 2 мая 2019       | T12.16070   | 10,73               |
| Когда у Вероники возникают семейные проблемы, Куперы приглашают её провести несколько дней у них дома, и Джорджи приходит от этого в восторг. У Вероники складываются хорошие отношения с Куперами. Когда бойфренд матери Вероники пытается насильно забрать её домой, в разговор вмешивается Джордж-старший и защищает девушку. Тем временем Джон после года знакомства делает предложение Конни, но она заявляет, что уже была замужем, и больше не собирается заключать новый брак, чем сильно огорчает профессора. Однако его настрой улучшается, когда Конни публикует на всю газетную полосу объявление о своей любви к Джону. |            | |                     | |                  |             |                     |
| 43 | 21         | «Разбитое сердце и крок-монстр» «A Broken Heart and a Crock Monster»                                             | Алекс Рид           | Сюжет : Чак Лорри, Дамир Конжичия и Дарио Конжичия Телесценарий : Стивен Моларо, Тара Эрнандес и Джереми Хоу | 9 мая 2019       | T12.16071   | 10,48               |
| Пастор Джефф, столкнувшись с семейными проблемами, временно поселяется у Куперов, причиняя неудобства Мэри и Джорджу. Узнав, что жена бросила его, пастор рассматривает возможность уйти из церкви, однако судьба преподносит ему встречу с симпатичной сотрудницей полиции. Шелдон и Мисси собирают щедрые пожертвования для церкви, в то время как Конни отводит доктора Стерджиса в казино. Он чувствует себя не в своей тарелке, однако радуется, когда Конни срывает большой куш. |            | |                     | |                  |             |                     |
| 44 | 22         | «Шведская научная ерунда и уравнение для тоста» «A Swedish Science Thing and the Equation for Toast»             | Джаффар Махмуд      | Сюжет : Чак Лорри, Дамир Конжичия и Дарио Конжичия Телесценарий : Стивен Моларо, Эрик Каплан и Тара Эрнандес | 16 мая 2019      | T12.16072   | 13,60               |
| Джорджи за свой счёт подключает кабельное телевидение, но не позволяет отцу смотреть телевизор. В ответ Джорж выставляет сыну счёт за питание и проживание. Шелдон с помощью доктора Стерджиса настраивает любительскую радиостанцию и приглашает всю школу на трансляцию объявления лауреатов Нобелевской премии по физике. Из-за разницы во времени между Швецией и Техасом награждение происходит в пять часов утра по местному времени, поэтому никто не посещает вечеринку Шелдона, кроме его матери. Шелдон понимает, что она пришла только из сочувствия, а не из-за интереса к науке. Доктор Стерджис также игнорирует вечеринку Шелдона, так как у него начинается депрессия: он сам мечтал стать лауреатом Нобелевской премии, но понимает, что его работа никогда не будет признана на таком высоком уровне. Однако он надеется, что Шелдон когда-нибудь получит Нобелевскую премию. Примечания - Имена лауреатов Нобелевской премии позволяют сделать вывод о том, что действие серии происходит в октябре 1990 года. - Эта серия была показана сразу после финального эпизода двенадцатого, заключительного сезона сериала «Теория Большого взрыва». В ней содержится несколько отсылок к оригинальному сериалу. В одной из сцен Шелдон обещает отцу, что когда станет лауреатом Нобелевской премии, то поблагодарит его своей речи. - После объявления имен лауреатов премии показаны сцены с участием юных Леонарда, Пенни, Раджа, Говарда, Бернадетт и Эми. Взрослый Шелдон говорит, что в момент объявления Нобелевской премии он ошибался, думая, что ему суждено остаться одному на всю оставшуюся жизнь. |            | |                     | |                  |             |                     |

### Сезон 3 (2019—2020)
| № общий | № в сезоне | Название | Режиссёр           | Автор сценария | Дата премьеры    | Произв. код | Зрители в США (млн) |
| --- | ---------- | --- | ------------------ | --- | ---------------- | ----------- | ------------------- |
| 45 | 1          | «Чудаковатые умники и техасские снежные шары» «Quirky Eggheads and Texas Snow Globes»                                      | Джаффар Махмуд     | Сюжет : Чак Лорри, Тара Эрнандес и Джереми Хоу Телесценарий : Стивен Моларо, Стив Холланд и Мария Феррари          | 26 сентября 2019 | T12.16451   | 8,24                |
| После госпитализации доктора Стерджиса в психиатрическую больницу Мэри опасается, что Шелдона может постигнуть такая же участь. C помощью наводящих вопросов она тщетно пытается оценить психическое состояние сына, но только заставляет Шелдона беспокоиться, что его мать сходит с ума. Во время приёма у психотерапевта Мэри приходится объяснить причину своей тревоги и рассказать правду про доктора Стерджиса. Тем временем Джорджи узнаёт, что местный магазин подарков обанкротился и распродаёт снежные шары по доллару за штуку. Он просит у Джорджа денег на их покупку, чтобы потом продать их по 5 долларов за каждый, но его отец не одобряет эту затею. Изначально местные жители не горят желанием покупать сувениры у Джорджи, но в конечном итоге он находит способ сыграть на их чувстве ностальгии по снегу в Техасе. |            | |                    | |                  |             |                     |
| 46 | 2          | «Чулан для мётел и „Монополия“ Сатаны» «A Broom Closet and Satan's Monopoly Board»                                         | Алекс Рид          | Сюжет : Чак Лорри, Стивен Моларо и Стив Холланд Телесценарий : Тара Эрнандес, Джереми Хоу и Коннор Килпатрик       | 3 октября 2019   | T12.16452   | 8,35                |
| Решив, что в школе у него недостаточно нагрузки, Шелдон начинает прогуливать уроки и самостоятельно заниматься в чулане для мётел в школьной библиотеке. Узнав об этом, Джордж и Мэри не могут прийти к соглашению, кто будет разбираться с Шелдоном. Во время спора Конни предлагает разрешить Шелдону посещать курс лекций доктора Линклеттера по физике, пока доктор Стерджис находится в больнице. Хотя проблема с Шелдоном решена, Джорджа беспокоит ссора с Мэри, и по совету помощника тренера Уилкинса он приглашает жену на свидание в ресторан. Тем временем пастор Джефф пытается сблизиться со своей подругой, офицером полиции Робин, и Мэри помогает ему советами. Пока Мэри находится на свидании с Джорджем, пастор Джефф звонит в дом за помощью Мэри, но вместо этого трубку берёт Мисси. Мисси, которая вместе с Джорджи играют со спиритической доской Уиджа, лжёт пастору, что смотрит телевизор. Однако Мисси начинает переживать, что попадёт в ад, поэтому она звонит пастору Джеффу, чтобы признаться во лжи. Пастор Джефф, который в этот момент собирался поцеловать Робин, истолковывает звонок как послание Бога не вступать в интимную связь вне брака. В ответ Робин спрашивает пастора, когда они поженятся. |            | |                    | |                  |             |                     |
| 47 | 3          | «Предпринимателист и шлепок по заднице» «An Entrepreneurialist and a Swat on the Bottom»                                   | Марк Сендроуски    | Сюжет : Стив Холланд, Мария Феррари и Коннор Килпатрик Телесценарий : Стивен Моларо, Эрик Каплан и Джереми Хоу     | 10 октября 2019  | T12.16453   | 7,63                |
| Доктор Линклеттер, желая поближе подружиться с Конни, приглашает Шелдона на лекцию по робототехнике. Конни чувствует себя некомфортно и отказывается везти Шелдона на лекцию. Шелдон называет Конни эгоисткой, в ответ она ударяет внука по попе. Узнав, что Шелдон нагрубил бабушке, его родители также не собираются везти сына. Шелдон на автобусе отправляется навестить доктора Стерджиса в психиатрической больнице. Соседка по автобусу убеждает Шелдона, что он вел себя со старшими грубо и неблагодарно, и именно он в этой истории является эгоистом. В качестве «извинения» Шелдон демонстрирует своим родителями и бабушке серию «Звёздного пути», но они не понимают заложенный в ней смысл. Между тем Джорджи начинает торговать в школе сладостями по низким ценам и производит хорошее впечатление на Веронику. Джорджи покупает ей дорогой кулон на цепочке, но она не хочет принимать его в дар. Тогда Джорджи дарит ей браслет из конфет. |            | |                    | |                  |             |                     |
| 48 | 4          | «Хоббитцы, физики и мяч с ускорением» «Hobbitses, Physicses and a Ball with Zip»                                           | Джаффар Махмуд     | Сюжет : Стивен Моларо, Эрик Каплан и Тара Эрнандес Телесценарий : Стивен Холланд, Мария Феррари и Коннор Килпатрик | 17 октября 2019  | T12.16454   | 7,94                |
| Шелдон становится одержимым единой теорией поля, которой на протяжении 30 лет занимался Альберт Эйнштейн, но так и не смог найти верное решение. Это беспокоит Мэри, поэтому Шелдон безуспешно пытается найти способ отвлечься от науки. Школьный библиотекарь предлагает Шелдону попробовать занятие, которое является противоположностью науки, а именно — чтение фэнтези. Он начинает читать серию книг «Властелин колец» и увлекается выяснением хронологических расхождений в сюжетной линии. Когда Шелдон засыпает, ему снится, как он в облике Голлума и Смеагола сам с собой спорит о хоббитцах и физике. После пробуждения Шелдон сообщает родителям, что решил вернуться к занятиям наукой. Тем временем Мисси увлекается мальчиком, который играет в бейсбол. Она просит Джорджа научить её бросать и ловить мяч, а также обсуждать бейсбол. План терпит неудачу, потому что мальчику нравится другая девочка, зато благодаря занятиям спортом Мисси сближается с отцом. Джордж показывает Мисси, как бросать кручёный мяч. Этот навык она использует, чтобы кинуть яблоко в мальчика, который ранил её чувства. |            | |                    | |                  |             |                     |
| 49 | 5          | «Ананас и лоно мужской дружбы» «A Pineapple and the Bosom of Male Friendship»                                              | Алекс Рид          | Сюжет : Чак Лорри, Стивен Холланд и Мария Феррари Телесценарий : Стивен Моларо, Тара Эрнандес и Джереми Хоу        | 24 октября 2019  | T12.16455   | 8,66                |
| Доктор Стерджис выписывается из психиатрической больницы и вместе с Конни обедает в доме Куперов. После обеда доктор Стерджис сообщает Конни о том, что расстаётся с ней, так как она заслуживает более психически стабильного ухажера, нежели он. Конни, не ожидавшая такого развития событий, расстраивается, поэтому доктор Стерджис советует ей вновь начать встречаться со своим бывшим бойфрендом Айрой Розенблумом. Во время ужинам с Розенблумом в ресторане Конни признается ему, что она согласилась на свидание из чувства мести, причем сделала это по предложению Стерджиса. В ответ Розенблум отказывается от дальнейших свиданий с Конни. Между тем Шелдон считает, что не должен забыть о своей дружбе с доктором Стерджисом только потому, что Стерджис и бабушка расстались, и убеждает Мэри пригласить Стерджиса на ужин. Стерджис прибывает в дом Куперов, принеся в подарок ананас, который, как он объясняет, является символом гостеприимства. Мэри не нравится разговор, происходящий за обеденным столом, и она просит Джорджа отвести доктора Стерджиса в бар. В баре доктор Стерджис произносит тост за «лоно мужской дружбы», которую, по его мнению, возникла у него с Джорджем.                                |            | |                    | |                  |             |                     |
| 50 | 6          | «Парасоль и отличный бросок» «A Parasol and a Hell of an Arm»                                                              | Крис Кох           | Сюжет : Чак Лорри, Эрик Каплан и Джереми Хоу Телесценарий : Стивен Моларо, Стивен Холланд и Коннор Килпатрик       | 7 ноября 2019    | T12.16456   | 8,83                |
| Куперы посещают церковный карнавал, в то время как Конни сидит дома на диване и переживает своё расставание с доктором Стерджисом. Джорджи вызывается участвовать в карнавале, ожидая, что будет работать в палатке вместе с Вероникой, но она заболела, и ему приходится иметь дело с Пег, секретаршей пастора Джеффа, которая утомляет его историями о своей личной жизни. Благодаря занятиям с отцом Мисси делает семь успешных бросков по баку-ловушке с пастором Джеффом внутри и заявляет, что хочет играть в бейсбольной команде. Джордж приводит Мисси записаться в команду, но тренер отказывается брать её из-за того, что она девочка. Когда Конни узнаёт об отказе, она закатывает тренеру сцену. Мисси наконец показывает своё мастерство и получает место в команде, а Конни договаривается о свидании с тренером. Тем временем Джорджи, утомлённый скучными разговорами с Пег и бабулей, приходит навестить Веронику, но она находится на приёме у доктора, и в ожидании ему приходится рассматривать фотоальбомы с бабушкой Вероники. |            | |                    | |                  |             |                     |
| 51 | 7          | «Калимантанский орангутан и культура, поощряющая плевание» «Pongo Pygmaeus and a Culture that Encourages Spitting»         | Джаффар Махмуд     | Сюжет : Чак Лорри, Стивен Моларо и Стивен Холланд Телесценарий : Мария Феррари, Тара Эрнандес и Джереми Хоу        | 14 ноября 2019   | T12.16457   | 9,05                |
| Шелдон покупает модем и использует его для публикации теории коллапса волновой функции в группе новостей по физике, что вызывает возмущение у другого пользователя. Не опасаясь физической расправы, Шелдон начинает обзывать своего оппонента. По мере того, как научный спор обостряется, Шелдон просит совета у доктора Стерджиса, и в конце концов его собеседник соглашается с точкой зрения Шелдона, отмечая, что она является обоснованной. Тренер Баллард и Джордж идут выпить пива и пообщаться, но Джордж не рассказывает ничего о Конни, с которой встречается тренер. Девочки в школе насмехаются над Мисси за то, что она играет в бейсбол, и она собирается бросить занятия. Однако после того, как Бренда Спаркс звонит Мэри по телефону и называет Мисси странной из-за увлечения бейсболом, Мэри заставляет Мисси остаться в команде. Во время бейсбольного матча Мисси избивает питчера, который пытался попасть в неё мячом. Лиза, девушка из класса Джорджи по английскому языку, начинает флиртовать с ним в школе, и это расстраивает Веронику. |            | |                    | |                  |             |                     |
| 52 | 8          | «Грех алчности и чимичанга из Chi-Chi» «The Sin of Greed and a Chimichanga from Chi-Chi's»                                 | Крис Кох           | Сюжет : Эрик Каплан, Мария Феррари и Джереми Хоу Телесценарий : Стивен Моларо, Стивен Холланд и Коннор Килпатрик   | 21 ноября 2019   | T12.16458   | 8,38                |
| Шелдон получает исключительно высокие оценки на экзамене по физике, после чего доктор Стерджис рекомендует Джорджу перевести его в колледж, чтобы он учился по полной программе. Он также предлагает Джорджу более высокооплачиваемую работу в качестве университетского тренера по футболу, чтобы иметь возможность быть рядом с Шелдоном. Пока Джордж раздумывает над предложением, директор школы Медфорд Хай Петерсен предоставляет Куперам различные привилегии, чтобы удержать у себя Шелдона с его хорошей успеваемостью, благодаря которой школа получает щедрое финансирование. Тренер Дейл Баллард предлагает Джорджи работу продавца в своём магазине спортивных товаров; высокие доходы вскруживают Джорджи голову. Мэри приходит в бешенство от того, что в её семье расцветают эгоизм и алчность, но Конни объясняет, что её разочарования являются рецидивом синдрома пустого гнезда. |            | |                    | |                  |             |                     |
| 53 | 9          | «Приглашение на вечеринку, футбольный виноград и земная курица» «A Party Invitation, Football Grapes and an Earth Chicken» | Джаффар Махмуд     | Сюжет : Стивен Моларо, Стивен Холланд и Тара Эрнандес Телесценарий : Эрик Каплан, Мария Феррари и Джереми Хоу      | 5 декабря 2019   | T12.16459   | 8,39                |
| Мисси получает приглашение на день рождения Билли, а Шелдону приглашение не приходит. Возмущенная Мэри хочет заставить семью Спаркс позвать Шелдона на праздник и с этой целью просит пастора Джеффа посвятить свою проповедь добрососедству. Шелдон соглашается пойти на вечеринку в костюме мистера Спока вместе с трикодером. Доктору Стерджису удаётся наладить дружеские отношения с Конни и Джорджем, и они вместе смотрят футбол. Мать Билли недовольна тем, что Билли проводит время в курятнике с Шелдоном и пропускает вечеринку. Мэри думает, что Шелдону и Билли, у которых нет друзей, хорошо вместе, но затем уводит Шелдона домой после того, как на его костюм гадит курица. |            | |                    | |                  |             |                     |
| 54 | 10         | «Суп из подростков и полные штанишки лжи» «Teenager Soup and a Little Ball of Fib»                                         | Никки Лорри        | Сюжет : Эрик Каплан, Мария Феррари и Тара Эрнандес Телесценарий : Стивен Моларо, Стивен Холланд и Коннор Килпатрик | 12 декабря 2019  | T12.16460   | 8,21                |
| Шелдон притворяется больным, чтобы не посещать занятия по плаванию в школьном бассейне. Однако чувство вины за ложь мучает его; он решает заболеть по-настоящему и пытается подцепить заразу от Билли. В конце концов Шелдон признаётся матери, что соврал для того, чтобы не заниматься плаванием. После возвращения в школу Шелдон вынужден отправиться в бассейн, после чего благодаря распространению бактерий заболевает вся школа, а также семья Шелдона. Тем временем доктор Стерджис начинает следить за Дейлом, но Конни защищает его, когда во время ужина в ресторане Дейл унижает доктора Стерджиса. |            | |                    | |                  |             |                     |
| 55 | 11         | «Живая курица, жареная курица и священные узы брака» «A Live Chicken, a Fried Chicken and Holy Matrimony»                  | Алекс Рид          | Сюжет : Стивен Моларо, Стивен Холланд и Яэль Глуберман Телесценарий : Мария Феррари, Тара Эрнандес и Джереми Хоу   | 9 января 2020    | T12.16461   | 7,57                |
| Пастор Джефф и офицер Робин торопятся заключить брак, чтобы вступить в интимные отношения: Пастор Джефф просит Мэри организовать их свадьбу, она становится одержимой свадебной лихорадкой и начинает переживать из-за своего собственного брака. Тем временем Джордж и Конни присматривают за детьми. Шелдон обнаруживает, что Джорджи записал сериал «Спасатели Малибу» поверх эпизода «Звёздного пути: Следующее поколение», поэтому он приглашает незнакомца, встреченного на интернет-форуме по Стартреку, принести видеокассету с этой серией. Мисси пытается спасти от смерти курицу Билли и не даёт Джорджу есть жареную курицу. Джорджи приводит девушку в свою спальню, и Джорджу приходится завести с сыном неудобный разговор о сексе. |            | |                    | |                  |             |                     |
| 56 | 12         | «Блеск для тела и набор для выживания в магазине» «Body Glitter and a Mall Safety Kit»                                     | Лиа Томпсон        | Сюжет : Стивен Моларо, Стивен Холланд и Эрик Каплан Телесценарий : Мария Феррари, Тара Эрнандес и Коннор Килпатрик | 16 января 2020   | T12.16462   | 8,88                |
| Родители Пейдж разводятся, в результате чего у Пейдж начинаются проблемы у учебой в школе. Куперы приглашают девочку на выходные в свой дом, и Шелдон начинает беспокоиться, когда Пейдж заявляет, что больше не хочет быть умной. Доктор Стерджис советует Шелдон выслушать Пейдж, которая признается Шелдону, что все, кого она знает, ведут себя «странно», и она чувствует себя одинокой. Шелдон предлагает приготовить ей горячий напиток (который становится его фирменным способом утешения окружающих в оригинальном сериале). Тем временем Джордж старший и Джорджи конфликтуют, когда последний пытается откупиться от работы по дому. |            | |                    | |                  |             |                     |
| 57 | 13         | «Контракты, правила и немного свиных мозгов» «Contracts, Rules and a Little Bit of Pig Brains»                             | Джаффар Махмуд     | Сюжет : Чак Лорри, Эрик Каплан и Мария Феррари Телесценарий : Стивен Моларо, Стивен Холланд и Джереми Хоу          | 30 января 2020   | T12.16463   | 8,64                |
| Дейл приглашает Джорджа-старшего и Джорджи на рыбалку, и к ним присоединяется доктор Стерджис. Поездка складывается не лучшим образом, поскольку Дейл постоянно оскорбляет доктора Стерджиса, который в итоге решает вернуться домой самостоятельно. Конни навещает могилу своего мужа Чарли, чтобы поразмышлять о своих чувствах к обоим ухажёрам. Тем временем Мисси и Шелдон играют в разные игры, победитель которых должен решить, чем они должны заниматься в этот день. В конечном итоге Мисси побеждает, но Шелдон получает удовольствие от споров о правилах и пребывания дома весь день. |            | |                    | |                  |             |                     |
| 58 | 14         | «Спад, крестик и дорожный гравий» «A Slump, a Cross and Roadside Gravel»                                                   | Ховард Дойч        | Сюжет : Стивен Моларо, Стивен Холланд и Коннор Килпатрик Телесценарий : Эрик Каплан, Мария Феррари и Тара Эрнандес | 6 февраля 2020   | T12.16464   | 8,98                |
| Пытаясь разбогатеть, Джорджи привлекает Шелдона к добыче платины из дорожного гравия, но в результате их стараний в школе сгорает высокотемпературная печь. Тем временем у Мисси на занятиях по бейсболу начинается спад. Мэри рассказывает дочери, как Бог может оказать поддержку, но позже обижается, когда Мисси использует религию для исполнения своих желаний. |            | |                    | |                  |             |                     |
| 59 | 15         | «Бывшая жена бойфренда и потирание головы на удачу» «A Boyfriend's Ex-Wife and a Good Luck Head Rub»                       | Джаффар Махмуд     | Сюжет : Стивен Моларо, Стивен Холланд и Эрик Каплан Телесценарий : Мария Феррари, Тара Эрнандес и Джереми Хоу      | 13 февраля 2020  | T12.16465   | 8,89                |
| Конни знакомится с Джун, бывшей женой Дейла, и они отправляются в бар, чтобы выпить и поболтать. С ними сталкивается доктор Стерджис, и Джун советует ему не отступать от Конни. Шелдон вынужден работать над групповым проектом с двумя студентами колледжа; он ссорится с ними дома во время дома во время выполнения заданий. Тем временем Джорджи и Мисси отправляются в торговый центр, где Мисси видит мальчика с занятий по бейсболу, который ей нравился. |            | |                    | |                  |             |                     |
| 60 | 16         | «Пасадена» «Pasadena» | Джаффар Махмуд     | Сюжет : Эрик Каплан, Мария Феррари и Джереми Хоу Телесценарий : Стивен Моларо, Стив Холланд и Тара Эрнандес        | 20 февраля 2020  | T12.16466   | 9,11                |
| Шелдон хочет отправиться в Калтех (Калифорния), чтобы послушать лекцию Стивена Хокинга, и просит отца сопровождать его. В самолёте во время предполётного инструктажа у Шелдона начинается приступ паники, но Джордж-старший отец успокаивает его, предложив ему притвориться мистером Споком. Мэри ловит Джорджи на лжи, подслушав его разговор с новой девушкой Жанной, и серьёзно ссорится с сыном. Однако затем ей удаётся найти общий язык с Джорджи, рассказав о собственных ошибках молодости. В Калтехе Шелдон и его отец окидывают взглядом кафетерий, одно из ключевых мест встреч главных героев сериала «Теория большого взрыва» Шелдон представляет, как однажды придёт сюда сам |            | |                    | |                  |             |                     |
| 61 | 17         | «Академическое преступление и романтическая версия Taco Bell» «An Academic Crime and a More Romantic Taco Bell»            | Мелисса Джоан Харт | Сюжет : Стивен Моларо, Стив Холланд и Мария Феррари Телесценарий : Тара Эрнандес, Джереми Хоу и Коннор Килпатрик   | 5 марта 2020     | T12.16467   | 8,55                |
| Шелдон помогает доктору Стерджису с подготовкой статьи о кванте времени, но когда доктор Стерджис говорит Шелдону, что тот будет упомянут только в примечаниях, а не как соавтор, Шелдон обвиняет его в плагиате. В результате доктор Стерджис заявляет Шелдону, что больше не хочет видеть его на своих лекциях. Джорджи отправляется со своей новой подругой Жанной на свидание, но в ресторане сталкивается с Вероникой, и чувства к ней вспыхивают с новой силой. Тем временем Мэри пытается раздобыть бейсбольный трофей для Мисси. |            | |                    | |                  |             |                     |
| 62 | 18         | «Пара ушибленных рёбер и детектор призраков из коробки с хлопьями» «A Couple Bruised Ribs and a Cereal Box Ghost Detector» | Крис Кох           | Сюжет : Чак Лорри, Эрик Каплан и Коннор Килпатрик Телесценарий : Стивен Моларо, Стив Холланд и Мария Феррари       | 12 марта 2020    | T12.16468   | 8,88                |
| По вине Джорджа-старшего школьный библиотекарь мисс Хатчинс получает травму во время футбольного матча. После выписки из больницы её приглашают остановиться в доме семьи Куперов. Мисс Хатчинс дает Шелдону понять, что он был неправ, и он извиняется перед доктором Стерджисом. Тем временем Конни расспрашивает Джорджи о Дейле, после чего договаривается с Дейлом о серьёзных отношениях. В свою очередь Джорджи признаётся Джене, что хочет встречаться не только с ней, но с и другими девочками, поэтому она бросает его. |            | |                    | |                  |             |                     |
| 63 | 19         | «Дом на продажу и серьёзный женский вопрос» «A House for Sale and Serious Woman Stuff»                                     | Алекс Рид          | Сюжет : Стивен Моларо, Стив Холланд и Мария Феррари Телесценарий : Эрик Каплан, Тара Эрнандес и Джереми Хоу        | 2 апреля 2020    | T12.16469   | 10,06               |
| Шелдон обнаруживает, что продаётся соседний дом, и решает самостоятельно найти покупателя, который его устроит. Пастор Джефф и офицер Робин проявляют интерес к приобретению дома, и Шелдону нравится идея жить по соседству с полицейским, ведь безопасность будет гарантирована. Мэри поначалу беспокоится о том, что ей придется жить рядом со своим боссом, но затем признаётся, что пастор Джефф и Робин ей очень нравятся, и она будет счастлива иметь таких соседей. Пастор Джефф и Робин покупают дом, но Шелдон приходит в ужас, когда слышит, что они ждут пополнение в семье. Тем временем Мисси на бейсбольном матче предстоит играть против своего парня. Мисси боится, что если она обыграет его, тот обидится и захочет расстаться с ней. Но несмотря на поражение, мальчик после окончания игры берёт Мисси за руку, чем приводит её в восторг. |            | |                    | |                  |             |                     |
| 64 | 20         | «Молочный зуб и египетский бог знаний» «A Baby Tooth and the Egyptian God of Knowledge»                                    | Джаффар Махмуд     | Сюжет : Эрик Каплан, Тара Эрнандес и Джереми Хоу Телесценарий : Стивен Моларо, Стив Холланд и Коннор Килпатрик     | 16 апреля 2020   | T12.16470   | 9,57                |
| Во время пребывания под наркозом у стоматолога Шелдону снится, что он доказал единую теорию поля, поговорив с египетским богом знаний Тотом. Однако после пробуждения Шелдон не может вспомнить, каким образом ему удалось совершить величайшее открытие в физике. Пытаясь вновь впасть в бессознательное состояние, Шелдон пьет концентрированный ромашковый чай, и в итоге плакаты учёных на стенах его комнаты объясняют, что настоящий учёный должен постоянно стремиться к знаниям, а не искать готовые ответы. Во время посещения казино Конни отвечает отказом на предложение Дейла выйти замуж и ещё больше расстраивает Дейла, когда не говорит, что любит его. На время своего отсутствия Дейл просит Джорджи приглядеть за магазином, но Джорджи случайно оставляет кассу открытой, а затем обнаруживает, что все деньги пропали. Он компенсирует Дейлу украденное за счет своих сбережений, но разгневанный Дейл увольняет его. |            | |                    | |                  |             |                     |
| 65 | 21         | «Секретное письмо и простой кусочек сосиски» «A Secret Letter and a Lowly Disc of Processed Meat»                          | Алекс Рид          | Сюжет : Стивен Моларо, Стив Холланд и Коннор Килпатрик Телесценарий : Мария Феррари, Тара Эрнандес и Джереми Хоу   | 30 апреля 2020   | T12.16471   | 10,14               |
| Шелдон сердится на свою мать, когда обнаруживает, что она спрятала письмо из Калтеха, в котором выражается заинтересованность в Шелдоне как в студенте. Джордж также злится, когда понимает, что Мэри оставила его в неведении по поводу того, что несколько колледжей проявили интерес к Шелдону. Мэри делится с Брендой Спаркс своими опасения по поводу будущего Шелдона. Джордж убеждает Шелдона, что обучение вдали от дома не является подходящим вариантом, но помогает сделать видеозапись и убедить Мэри позволить Шелдону учиться на дневном отделении Техасского технологического колледжа, где преподаёт доктор Стерджис. Тем временем Конни приходит в ярость из-за того, что Дейл уволил Джорджи; они мстят, швыряя яйца в витрину магазина Дейла. |            | |                    | |                  |             |                     |

### Сезон 4 (2020—2021)
| № общий | № в сезоне | Название | Режиссёр           | Автор сценария                                                                                                   | Дата премьеры   | Произв. код | Зрители в США (млн) |
| --- | ---------- | --- | ------------------ | --- | --------------- | ----------- | ------------------- |
| 66 | 1          | «Выпускной» «Graduation» | Джаффар Махмуд     | Сюжет : Эрик Каплан, Джереми Хоу и Коннор Килпатрик Телесценарий : Стивен Моларо, Стив Холланд и Тара Эрнандес   | 5 ноября 2020   | T12.16751   | 6,77                |
| Шелдон узнаёт, что является лучшим выпускником в своём классе, которому поручено произнести прощальную речь; его друг Тэм присоединяется к джаз-банду и не расстраивается по поводу того, что Шелдон покидает среднюю школу. Дейл пытается помириться с Конни после их разрыва и извиняется за увольнение Джорджи; позже он устраивает Джорджи на работу и возвращает юноше деньги, которые тот дал ему после ограбления магазина. Шелдон паникует, когда не может найти в школе свои защитные очки, опасаясь, что у него появятся «бровные вши». Шелдон дает интервью местному телевидению, но поддается страху. Джордж-старший пытается убедить Шелдона, что он готов к колледжу, в то время как Мэри хочет, чтобы Шелдон остался в средней школе. Шелдон опасается, что не справится с новыми вызовами. Мисси, которая заканчивает начальную школу, признаётся Шелдону, что тоже боится. Шелдон произносит трогательную прощальную речь, отдав должное Мисси. В настоящем времени взрослый Шелдон рассказывает о своей лучшей вечеринке выпускников в его жизни, до той, что он устроил для своего сына Леонарда Купера, получившего имя в честь Леонарда Нимоя. В конце эпизода звучит закадровый голос жены Шелдона Эми Фарры Фаулер, матери Леонарда |            | |                    | |                 |             |                     |
| 67 | 2          | «Доцент, маленькая леди и вышибала по имени Далтон» «A Docent, A Little Lady and a Bouncer Named Dalton»                              | Алекс Рид          | Сюжет : Стивен Моларо, Стив Холланд и Тара Эрнандес Телесценарий : Мария Феррари, Джереми Хоу и Коннор Килпатрик | 12 ноября 2020  | T12.16752   | 7,40                |
| Шелдон устраивается гидом-волонтёром в музей поездов, но его увольняют с этой должности после того, как он постоянно поправляет при посетителях человека, который взял его на работу. Конни пытается втолковать Шелдону, что люди устают от бесконечного потока фактов и подробно рассказывает ему о вязании и пряже, но Шелдон продолжает интересоваться подробностями даже после того, как Конни начинает заговариваться. Джордж-старший везёт Мисси на очередной матч по бейсболу; после посещения туалета Мисси узнаёт, что у неё началась первая менструация. Джордж стесняется покупать гигиенические средства в аптеке, но его выручает приветливая кассирша. Позже он поддерживает Мисси, которая в ходе игры наносит победный удар. Тем временем, Джорджи случайно застает Мэри, которая смотрит по телевизору «Дом у дороги», жестокий фильм о вышибале по имени Далтон. Мэри сначала врёт, что случайно включила кино. Однако в конце концов Джоржди и Мэри признаются друг другу, что неоднократно смотрели этот фильм, хотя он имеет рейтинг R. |            | |                    | |                 |             |                     |
| 68 | 3          | «Тренировочные колесики и сбежавшая курица» «Training Wheels and an Unleashed Chicken»                                                | Джереми Хоу        | Сюжет : Мария Феррари, Тара Эрнандес и Коннор Килпатрик Телесценарий : Стивен Моларо, Стив Холланд и Эрик Каплан | 19 ноября 2020  | T12.16753   | 7,30                |
| Шелдон обеспокоен тем, что во время перерыва может не успеть перейти из одного конца колледжа до другого. Поэтому он просит Мисси научить его кататься на велосипеде без тренировочных колёсиков. Однако одна из куриц семьи Спаркс вылетает на дорогу, и Шелдон врезается в почтовый ящик. Его отец Джордж отвозит мальчика в травмпункт, где выясняется, что у Шелдона сломана правая локтевая кость. Бренда Спаркс, обеспокоенная тем, что на неё подадут в суд, выступает с мировым предложением, и приносит Куперам зажаренную курицу-виновницу. Шелдон расспрашивает Джорджи о том, каково быть левшой, после чего с Шелдоном «нянчится» его мать Мэри. Шелдону снится отражение его матери в тренировочных колёсиках. Конни объясняет своей дочери Мэри, что если родители справляются со своими обязанностями, то их дети больше не будут в них нуждаться. Мисси вдохновляет Шелдона на успех, несмотря на его травму, и приводит в качестве примера для подражания великого физика Стивена Хокинга, прикованного к инвалидной коляск. Несмотря на все старания пастора Джеффа, Шелдон воздаёт хвалу Хокингу, а не Господу. Шелдон позволяет своим близким и друзьям оставить подписи на его гипсе в знак о его зрелости. Рука заживает, и с неё снимают гипс. С одобрения Мисси Шелдон снова ездит на велосипеде без тренировочных колес, но на этот раз на него нападает собака и преследует его в течение 17 километров. |            | |                    | |                 |             |                     |
| 69 | 4          | «Библейский лагерь и колесница любви» «Bible Camp and a Chariot of Love»                                                              | Джаффар Махмуд     | Сюжет : Стивен Моларо, Стив Холланд и Джереми Хоу Телесценарий : Мария Феррари, Тара Эрнандес и Коннор Килпатрик | 3 декабря 2020  | T12.16754   | 7,57                |
| После отмены лагеря марок мать Шелдона заставляет его посещать библейский лагерь вместе с Мисси. В лагере также находится Пейдж, которую мать застукала за курением. Несмотря на своё неверие в религии Шелдон и Пейдж вскоре соревнуются в знании Библии. Шелдон готовится всю ночь, чтобы обойти Пейдж, но она утрачивает интерес к противостоянию и видит, что Шелдон чувствует себя уязвлённым. Шелдон пытается разозлить её различными другими способами, но так и не добивается нужного эффекта. Когда Шелдон заявляет, что Пейдж должна винить себя в разводе родителей, она ставит ему синяк под глазом. Тем временем Джорджи покупает свою первую машину, выбрав фургон с мини-холодильником и кроватью, чтобы проводить время со своей девушкой Джаной. Джордж запрещает сыну жить дома, чтобы заставить его избавиться от авто. Джорджи живет в фургоне, где на него нападает крыса. Однако он соглашается продать фургон после того, как отец Джаны видит находящуюся внутри кровать и отказывается отпускать дочь из дома. |            | |                    | |                 |             |                     |
| 70 | 5          | «Затхлый склеп и палка, на которую нужно пописать» «A Musty Crypt and a Stick to Pee On»                                              | Алекс Рид          | Сюжет : Тара Эрнандес, Джереми Хоу и Коннор Килпатрик Телесценарий : Стивен Моларо, Стив Холланд и Эрик Каплан   | 17 декабря 2020 | T12.16755   | 6,86                |
| Джордж едет на конференцию с тренером Уилкинсом, а Мэри присоединяется к ним, когда узнает, что тренер Уилкинс берёт с собой жену Дарлин. Пока Джордж и Мэри ссорятся, другая пара счастлива и всячески поддерживает друг друга. Конни и Дейл играют с Шелдоном и Мисси в «Подземелья и драконы». Конни демонстрирует, что устала от попыток Дейла притворяться милым и веселым. Дейл по-прежнему расстроен тем, что Конни отвергла его предложение о браке. Конни всё ещё не хочет выходить замуж, но признает, что старый Дейл ей нравился больше, поэтому Дейл возвращается к своему привычному образу жизни. Тем временем подружка Джорджи, Джана, считает себя беременной. В ожидании результата теста Джорджи представляет, какой может быть его жизнь с детьми. Выясняется, что Джана не беременна, но Джорджи обижает её, заявляя, что ужасно боится жениться на ней. |            | |                    | |                 |             |                     |
| 71 | 6          | «Распределение первокурсников и изобретатель молнии» «Freshman Orientation and the Inventor of the Zipper»                            | Джаффар Махмуд     | Сюжет : Стив Холланд, Эрик Каплан и Тара Эрнандес Телесценарий : Стивен Моларо, Джереми Хоу и Коннор Килпатрик   | 21 января 2021  | T12.16756   | 7,38                |
| Шелдон собирается приступить к учебе в колледже и пройти распределение первокурсников. Доктор Стёрджис звонит, чтобы сообщить, что устроился на новую работу в суперколлайдере. Мэри беспокоится о том, как Шелдон справится с учебой в колледже без присмотра взрослых, но Шелдон настаивает, что в первый день всё способен сделать самостоятельно. На рубашку Шелдона проливают смузи, пчела жалит его в глаз, молния на штанах застревает, а сами штаны рвутся, и, пытаясь их починить, Шелдон приклеивается к изоленте. Тем не менее он проходит распределение. Мэри встречается с Сэм, со студенткой, с которой раньше сотрудничал Шелдон. Другие студенты принимают Мэри за новенькую, и Мэри приходит к ним на барбекю. Джордж помогает пастору Джеффу обустроить детскую, и они обсуждают, как меняется жизнь после того, как человек становится отцом. Они начинают грустить, но потом приободряются, когда Джордж берет пастора Джеффа покататься на своем мотоцикле, долгое время стоявшем без дела. Конни расстроена тем, что доктор Стёрджис ничего не сказал ей об отъезде и новой работе. Она делится переживаниями, делая завивку Мисси, которая теперь хочет, чтобы её звали Мелисса. Конни радуется, когда получает письмо от доктора Стерджиса. |            | |                    | |                 |             |                     |
| 72 | 7          | «Урок философии и червяки, которые могут тебя преследовать» «A Philosophy Class and Worms That Can Chase You»                         | Алекс Рид          | Сюжет : Тара Эрнандес, Джереми Хоу и Коннор Килпатрик Телесценарий : Стивен Моларо, Стив Холланд и Эрик Каплан   | 11 февраля 2021 | T12.16757   | 7,59                |
| Шелдон посещает лекцию по философии профессора Эриксон (Мелани Лински), которая задаётся вопросом, как можно проверить достоверность фактов и какова значимость науки по сравнению со скептицизмом. После разговора с доктором Линклеттером Шелдон решает бросить занятия, но профессор Эриксон упрекает Шелдона в том, что он сдался. Уязвлённый Шелдон проводит ночь, изучая науку и логическое строение мира, и во сне разговаривает с Рене Декартом. Однако сон превращается в кошмар, где Шелдон — бабочка, которую убивает его сестра. Утром Шелдон переживает экзистенциальный кризис и не хочет идти в школу, потому что ничто не имеет значения. Тем временем Мэри и Бренда Спаркс радуются тому, что Мелисса становится популярной в средней школе. |            | |                    | |                 |             |                     |
| 73 | 8          | «Экзистенциальный кризис и медведь для выдувания пузырей» «An Existential Crisis and a Bear That Makes Bubbles»                       | Алекс Рид          | Сюжет : Стивен Моларо, Эрик Каплан и Тара Эрнандес Телесценарий : Стив Холланд, Джереми Хоу и Коннор Килпатрик   | 18 февраля 2021 | T12.16758   | 7,72                |
| Шелдон сомневается в реальности окружающей реальности; Джордж, Конни и доктор Стёрджис никак не могут вытащить его из постели. Конни заставляет Шелдона встать, припугнув его курицей. В колледже во время лекции по физике Шелдон задает вопросы доктору Линклеттеру. По просьбе Конни и доктора Линклеттера профессор Эриксон объясняет Шелдону, что получение новых знаний — это и есть смысл жизни. Шелдон решает бросить физику и начинает изучать различные течения философии. Он приходит к доктору Линклеттеру, чтобы поменять свою специальность. Линклеттер предупреждает, что у Шелдона стипендия по физике, и его переход на философию может быть не одобрен. Шелдон выдувает несколько мыльных пузырей и решает вернуться в науку. Джордж узнаёт, что Джорджи пропускает уроки и хочет уйти из футбольной команды, предпочитая работу в магазине. Джорджи утверждает, что любит свою работу, в то время как Джордж ненавидит свою. Позже Джордж признается своим коллегам, что нигде не чувствует себя счастливым. |            | |                    | |                 |             |                     |
| 74 | 9          | «Дерьмовое мороженое и обезьянка шарманщика» «Crappy Frozen Ice Cream and an Organ Grinder's Monkey»                                  | Майкл Джудд        | Сюжет : Йел Глоуберман, Тара Эрнандес и Стив Холланд Телесценарий : Мари Ченгб Коннор Килпатрик и Стивен Моларо  | 25 февраля 2021 | T12.16759   | 7,87                |
| Президент колледжа заставляет Шелдона и Джорджа посетить ужин с богатым спонсором. По настоянию Джорджа Шелдона учится вежливо общаться с Билли Спарксом, когда тот говорит глупости. Шелдону пожимает руку спонсору, но ему трудно выслушивать его рассуждения о маргинальной науке. В конце концов Шелдон не выдерживает и заявляет богачу, что с ним никто не общается честно, так всем нужны лишь его деньги. Спонсор решает поощрить откровенность Шелдона, сделав щедрое пожертвование колледжу, Джордж получает билеты на футбол, а Шелдону достаётся антистатическое лабораторное кресло. Конни посещает вторую свадьбу сына Дейла. Бывшая жена Дейла Джун, которую сопровождает молодой ухажёр, признаётся, что встречается с ним, чтобы расстроить Дейла. Тем временем Мелисса хочет пойти на школьную дискотеку, но Мэри запрещает это по религиозным соображением. Джордж показывает Мелиссе фильм «Свободные», который он считает решением её проблем, но это не срабатывает. Джорджи говорит Мэри, что она должна радоваться тому, что Мелисса хотя бы спросила разрешения. Мэри всё-таки отпускает Мелиссу на танцы, не зная, что та собиралась улизнуть через окно. |            | |                    | |                 |             |                     |
| 75 | 10         | «Ковбойская аэробика и 473 очищенных болта» «Cowboy Aerobics and 473 Grease-Free Bolts»                                               | Мелисса Джоан Харт | Сюжет : Эрик Каплан, Джереми Хоу и Коннор Килпатрик Телесценарий : Стивен Моларо, Стив Холланд и Йел Глоуберман  | 4 марта 2021    | T12.16760   | 7,71                |
| Шелдон беспрестанно уговаривает доктора Линклеттера сделать его своим ассистентом. Наконец он получает долгожданную должность, позвонив Линклеттеру посреди ночи. В лаборатории Шелдон оскорблен тем, что ему поручают только грязную работу, и увольняется, однако Джордж требует, чтобы Шелдон держал своё слово. Шелдон возвращается, выполняет все поручения, а также решает не переступать границы и не говорить доктору Линклеттеру о допущенной им ошибке в расчетах. Доктор Линклеттер пытается различными способами заставить Шелдона сказать об этом недочете и даже звонит Джорджу посреди ночи, но Шелдон не сдаётся. Доктор Линклеттер всё равно проводит эксперимент, в результате которого в лаборатории начинается пожар. Подсчитав, сколько денег зарабатывает Ричард Симмонс, Джорджи решает снять свое собственное видео с упражнениями и обращается за помощью к руководителю школьного драматического кружка, мистеру Ланди (Джейсон Александер). Мистер Ланди решать создать клип на тему ковбойской аэробики, а Джорджи убеждает Конни вложить деньги в раскрутку своего внука. Однако, Конни и Джорджи передумывают, когда выясняется, что мистер Ланди хочет получить 80% прибыли от продаж. Мистер Ланди не отказывается от своей идею и выпускает успешное видео с Дэвидом Хассельхоффом в главной роли. Однако мистер Ланди теряет все заработанные деньги после провала постановки пьесы о своей жизни. |            | |                    | |                 |             |                     |
| 76 | 11         | «Пейджер, клуб и ворчливый мешок морщин» «A Pager, a Club and a Cranky Bag of Wrinkles»                                               | Джаффар Махмуд     | Сюжет : Стивен Моларо, Стив Холланд и Эрик Каплан Телесценарий : Тара Эрнандес, Джереми Хоу и Коннор Килпатрик   | 11 марта 2021   | T12.16761   | 6,49                |
| Шелдон постоянно обедает в кабинете доктора Линклеттера, тем самым раздражая его. Мэри и доктор Линклеттер настоятельно просят Шелдона вступить в один из школьных клубов, но Шелдон находит во всех изъяны. Недовольный Линклеттер объясняет Шелдону, что они не друзья, а профессор и студент. Обидевшись, Шелдон пытается организовать клуб профессора Протона, но никто не приходит на встречу. Шелдон молча читает с другим студентом в комнате. Джун звонит Конни, чтобы извиниться за своё поведение на свадьбе; они вместе идут в казино и напиваются. Джун считает, что Конни сожалеет об отклонении предложения Дейла о браке. Будучи пьяной, Конни звонит Дейлу той ночью, но на следующий день не может вспомнить, что она ему сказала. Тем временем Джорджи на работе получает пейджер, и по ошибке с ним связывается старушка. Он выполняет для неё различные поручения и работу по дому, а потом знакомится с её внучкой и влюбляется. |            | |                    | |                 |             |                     |
| 77 | 12         | «Коробка сокровищ и научная бабуля» «A Box of Treasure and the Meemaw of Science»                                                     | Алекс Рид          | Сюжет : Стив Холланд, Тара Эрнандес и Мари Ченг Телесценарий : Стивен Моларо, Джереми Хоу и Коннор Килпатрик     | 1 апреля 2021   | T12.16762   | 6,64                |
| Шелдон и доктор Линклеттер используют умение Конни вязать крючком для создания детектора солнечных нейтрино. Конни радуется своему вкладу в науку, звонит доктору Стерджису, чтобы похвастаться, и мечтает о получении премии «Научная бабуля». Эксперимент проходит успешно, но Конни разочарована, когда узнаёт, что разработан всего лишь прототип детектора, а для настоящего прорыва потребуются десятилетия. Мэри замечает пастора Джеффа, которым прогуливается по улице с Брендой Спаркс, и начинает ревновать. В конце концов Бренда признаётся Мэри, что её муж Гершель съехал, и готова поговорить об этом с Мэри. Тем временем Джорджи находит старые школьные контрольные Шелдона с отличными оценками. Поскольку учителя все ещё используют те же самые тесты, он решает продавать их другим ученикам. Пробравшись в копировальную комнату, чтобы сделать побольше копий, он становится свидетелем того, как мистер Гивенс, учитель естествознания, обнимается и целуется с библиотекарем, мисс Хатчинс. Когда мистер Гивенс находит копии контрольных Шелдона, Джорджи соглашается молчать о том, что он видел, если мистер Гивенс будет молчать о тестах. |            | |                    | |                 |             |                     |
| 78 | 13         | «Старпёрский автобус и новая модель образования» «The Geezer Bus and a New Model for Education»                                       | Мелисса Джоан Харт | Сюжет : Стивен Моларо, Коннор Килпатрик и Йел Глуберман Телесценарий : Стив Холланд, Эрик Каплан и Тара Эрнандес | 8 апреля 2021   | T12.16763   | 6,95                |
| Возвращаясь вместе с Шелдоном домой из колледжа, Конни сворачивает с дороги, чтобы избежать столкновения с кошкой, и врезается на своей машине в дерево. Хотя Шелдон и Конни не пострадали, Мелисса использует историю с аварией, чтобы добиться лучшего к себе отношения со стороны учителей. Шелдон боится ездить пассажиром в машине и просит доктора Линклеттера читать лекции по телефону. Когда доктор Линклеттер отказывается, Шелдон обращается к президенту колледжа Хагмейер, чтобы заставить доктора Линклеттера подчиниться. Стремясь осчастливить Шелдона, президент Хагмейер, помимо прочих льгот, проводит в дом Шелдона вторую телефонную линию. Мэри благодарит президента Хагмейера за поддержку Шелдона, но просит её перестать предоставлять ему всё, что он хочет. Когда Мэри в конце концов усаживает Шелдона в машину, чтобы поехать в магазин RadioShack, он придумывает игру с перечислением в алфавитном порядке химических элементов таблицы Менделеева, в которую он играет во взрослой жизни со своим соседом Леонардом по пути на работу. Тем временем, пока её машина находится в сервисе, Конни вынуждена пользоваться услугами церковного автобуса вместе с тремя другими пожилыми людьми. Она отвозит их всех в салон красоты, демонстрируя, что они всё ещё могут быть смелыми и радоваться жизни. |            | |                    | |                 |             |                     |
| 79 | 14         | «Собачий сын и безусловное одобрение государственного учреждения» «Mitch's Son and the Unconditional Approval of a Government Agency» | Алекс Рид          | Сюжет : Эрик Каплан, Тара Эрнандес и Джереми Хоу Телесценарий : Стивен Моларо, Стив Холланд и Коннор Килпатрик   | 15 апреля 2021  | T12.16764   | 7,46                |
| Налоговое управление США выставляет семье Куперов счет на 4,22 доллара за ошибку в налоговой декларации. Желая доказать, что он прекрасно справляется с ведением бухгалтерии семьи, Шелдон звонит агенту налоговой и объясняет, что он был прав, а ошибку допустили чиновники. В ответ налоговая служба проводит аудит за три года, в течение которых Шелдон занимался налогами. Шелдону удаётся всё прекрасно объяснить, но налоговый инспектор вынуждает его признаться, что после заполнения бумаг Джордж покупает ему в награду модель поезда; получение такой платы без наличия лицензии налогового эксперта является нарушением федерального закона. Шелдон сокрушается, что совершил ошибку, но Джордж ободряюще говорит ему, что на ошибках учатся, и не стоит сдаваться. В итоге Шелдон заявляет, что раз Джордж учитель, то при заполнении декларации он преподавал ему урок экономики, а покупка модели поезда была не платой за работу, а наградой за усвоенный урок. Оппоненту Шелдона ничего не остаётся как признать, что налоги Куперов в полном порядке. Дейлу дают направление на колоноскопию, и он хочет, чтобы Конни тоже прошла эту процедуру. Она отказывается, так как её муж умер вскоре после посещения врача. В конце концов Конни проходит обследование и оказывается здоровой, но её также направляют на колоноскопию. Тем временем Мелисса пытается материться, произнося фразы вроде «собачий сын», чем раздражает Мэри. Мелисса еще больше задевает Мэри, прочитав в Библии фразу «твою мать», и Мэри отчитывает Мелиссу за это. |            | |                    | |                 |             |                     |
| 80 | 15         | «Вирус, разбитое сердце и мир возможностей» «A Virus, Heartbreak and a World of Possibilities»                                        | Майкл Джудд        | Сюжет : Стивен Моларо, Стив Холланд и Коннор Килпатрик Телесценарий : Эрик Каплан, Тара Эрнандес и Джереми Хоу   | 22 апреля 2021  | T12.16765   | 7,01                |
| Шелдон хочет купить дорогую компьютерную игру, и Тэм достаёт ему пиратскую копию. Мэри предлагает Бренде Спаркс развлечься, отправившись вместе с Конни в бар. В доме Куперов Билли Спаркс играет в покер с Джорджем, тренером Уилкинсом, мистером Гивенсом и директором школы Петерсеном. Тем временем Джорджи и Джанна отвозят Мелиссу в кино на свидание с Маркусом. Вирус повреждает компьютер Шелдона, и он понимает, что резервный диск тоже уничтожен и файлы исчезли навсегда. Бренда наслаждается отдыхом, но её рассказ о том, как распался её брак, вызывает у Мэри беспокойство по поводу её собственного брака. Джордж пытается подбодрить Билли, говоря, что у его собственных родителей были плохие отношения. Джанна расстроена тем, что Джорджи ответил на её признание в любви словом «взаимки», но Джорджи признается, что Джанна нравится ему больше всех остальных девушек. Шелдон непреднамеренно обижает Билли ироничным замечанием о том, что его стертые файлы никогда не вернутся, как это может быть в случае с отцом Билли. В конце серии Шелдон, Мэри и Билли расстроены своими проблемами, но Джанна и Джорджи снова счастливы, а Маркус впервые целует Мелиссу в щёчку. |            | |                    | |                 |             |                     |
| 81 | 16         | «Второй вундеркинд и советики для пухлых губок» «A Second Prodigy and the Hottest Tips for Pouty Lips»                                | Мелисса Джоан Харт | Сюжет : Стив Холланд, Тара Эрнандес и Джереми Хоу Телесценарий : Стивен Моларо, Коннор Килпатрик и Мари Ченг     | 29 апреля 2021  | T12.16766   | 7,34                |
| Президент Хагмейер просит Шелдона помочь уговорить Пейдж поступить в колледж. Шелдон намерен отговорить Пейдж от зачисления, но она не заинтересована в этом, и соглашается на экскурсию только для того, чтобы порадовать свою мать; сама она хочет поступать в Колумбийский или Гарвардский университеты. Это раздражает Шелдона, которому не нравится, что она критикует его колледж и намекает, что он поступил туда только для того, чтобы быть рядом с матерью. Мелисса считает, что Шелдон влюблен в Пейдж, и проводит тест на влюбленность, напечатанный в журнале. В разговоре с доктором Стерджисом Шелдон понимает, что, скорее всего, он действительно влюбился. Он рассказывает об этом Пейдж, которая заявляет, что тоже любит его. Она заставляет его закрыть глаза для поцелуя, а вместо этого рисует на лице Шелдона усы. Мэри замечает у Бренды Спаркс новую стрижку; чувствуя, что Джордж не поддерживает ее и ей не хватает индивидуальности, Мэри идет в салон Джун, но передумывает стричься. Вместо этого она решает сшить одежду для семьи, хотя Джордж недоволен расходами на ткани. Мэри все же стрижется у Джун после того, как её волосы запутываются в швейной машинке. |            | |                    | |                 |             |                     |
| 82 | 17         | «Чёрная дыра» «A Black Hole» | Джаффар Махмуд     | Сюжет : Стив Холланд, Джереми Хоу и Коннор Килпатрик Телесценарий : Стивен Моларо, Эрик Каплан и Тара Эрнандес   | 6 мая 2021      | T12.16767   | 6,64                |
| Доктор Стерджис возвращается в город: его увольняют за интервью, в котором он заявляет, что сверхпроводящий суперколлайдер может создать чёрную дыру и уничтожить мир. Он не хочет возвращаться на прежнюю работу и вместо этого начинает работать в продуктовом магазине. Во время ужина семья Куперов и доктор Стерджис обсуждают различные сценарии событий: реальное возникновение чёрной дыры и прощание всех друг с другом в связи с концом света; альтернативную вселенную, где доктор Стерджис — ковбой, Конни — жительница Нью-Йорка, Джордж — пастор, Мэри — знойная женщина, Джорджи — лысый, Мелисса — гений, а Шелдон — обычный ребенок; возможность существования двух Шелдонов, которые в воображении Мелиссы нападают друг на друга. Доктор Стерджис воображает, как говорит Конни, что хотел бы жить во вселенной, где они никогда не расставались, но в реальной жизни он хранит молчание, хотя Конни признается, что беспокоится о нём. Джорджи пытается купить пиво в продуктовом магазине, прикрывшись поручительством доктора Стерджиса, но уходит раздосадованный, когда доктор Стерджис случайно разрушает пирамиду из банок. |            | |                    | |                 |             |                     |
| 83 | 18         | «Сумасшедший и загадочный мир нелинейной динамики» «The Wild and Woolly World of Nonlinear Dynamics»                                  | Алекс Рид          | Сюжет : Эрик Каплан, Тара Эрнандез и Джереми Хоу Телесценарий : Стивен Моларо, Стив Холланд и Коннор Килпатрик   | 13 мая 2021     | T12.16768   | 7,21                |
| Мэри вызывается работать допоздна в церкви вместе с Пег, чтобы пастор Джефф мог проводить больше времени со своим новорожденным сыном. Пег обижает Мэри тем, что не хочет сотрудничать и заявляет, что Мэри всегда хочет быть правой. Мелисса приходит домой расстроенная из-за Маркуса и пытается отгородиться от всех. Попытки Джорджа успокоить дочь не увенчаются успехом, что приводит к ссоре Джорджа и Конни. После того, как Шелдон проявляет бесчувственность, Мелисса рвёт фотографию профессора Протона. Это приводит к обострению отношений между Джорджем и Шелдоном. Мэри приходит домой в плохом настроении и, не зная всей истории, наказывает Мелиссу. Мелисса в ярости от того, что её мать всегда на стороне Шелдона, а Джордж злится, что Мэри не уважает его. Шелдон разговаривает с Конни, которая объясняет Шелдону, что он должен присматривать за своей сестрой. Джорджи возвращается домой и случайно провоцирует ссору между родителями: Джордж заявляет Мэри, что он недоволен своей работой и жизнью, однако она об этом никогда не спрашивает. Шелдон замечает сбежавшую из дома Мелиссу и сопровождает её. Они приходят в лесную хижину, где Шелдон утешает Мелиссу. Мэри признается Джорджи, что Джордж, возможно, прав. В баре Джордж встречает Бренду Спаркс. |            | |                    | |                 |             |                     |

### Сезон 5 (2021—2022)
| № общий | № в сезоне | Название | Режиссёр             | Автор сценария                                                                                                   | Дата премьеры   | Произв. код | Зрители США (млн) |
| --- | ---------- | --- | -------------------- | --- | --------------- | ----------- | ----------------- |
| 84 | 1          | «Плохой вечер и хаос эгоистичных желаний» «One Bad Night and Chaos of Selfish Desires»                          | Алекс Рид            | Сюжет : Стив Холланд, Эрик Каплан и Ник Бэкей Телесценарий : Стивен Моларо, Джереми Хоу и Коннор Килпатрик       | 7 октября 2021  | T12.17201   | 7,12              |
| Джордж и Бренда приятно проводят время за выпивкой в баре; Бренда приглашает Джорджа пойти к ней домой, но у Джорджа неожиданно случается сердечный приступ. Мэри благодарна Бренде за помощь Джорджу, не зная, что именно произошло в баре. Джорджи находит Шелдона и Мелиссу в лесной хижине и приводит их домой. Джордж убеждает Мэри забыть про их ссору, а Мелисса извиняется перед Джорджем за то, как она обошлась с ним раньше. Джорджу становится неловко, когда пастор Джефф называет его любящим отцом и преданным мужем; Шелдон удивлён тем, что его и Мелиссу не наказали за плохое поведение; Мелисса жалуется Джорджу, что Маркус за её спиной встречается с семиклассницей. Бренда не приходит на ужин, который для неё в знак благодарности устраивает Мэри. Джордж и Бренда признаются, что им было приятно поговорить друг с другом и почувствовать себя особенными. Мэри находит утешение в религии, Шелдон — в «Звёздном пути», а Мелисса — в сожжении записной книжки с именем Маркуса на обложке. |            | |                      | |                 |             |                   |
| 85 | 2          | «Шныряние за спиной и чудо-близнецы атеизма» «Snoopin' Around and the Wonder Twins of Atheism»                  | Майкл Джудд          | Сюжет : Стивен Моларо, Джереми Хоу и Надя Четтьяр Телесценарий : Стив Холланд, Коннор Килпатрик и Мэри Ченг      | 14 октября 2021 | T12.17202   | 6,54              |
| Конни встречает Бренду в продуктовом магазине, и у неё возникают подозрения, когда Бренда нервно реагирует на вопрос о произошедшем в баре. Конни спрашивает Джорджа, почему Бренда так странно ведет себя, но тот ничего не говорит и звонит Бренде, предлагая ей придерживаться одной истории по поводу вечера в баре. Конни спрашивает бармена, который также ничего не рассказывает Конни и предупреждает Джорджа. Джордж упрекает Конни в том, что она шпионит за его спиной, и настаивает на том, что ничего не было. Конни извиняется и говорит, что верит ему, хотя это совсем не так. Бренда и Джордж встречаются в курятнике и договариваются не ходить в бар одновременно; Джорджу удаётся успешно избежать встречи с Билли. Тем временем пастор Джефф берет на работу в воскресную школу пастора Роба, но новый преподаватель вызывает у Мэри беспокойство из-за своего нестандартного подхода к религии. Мелисса сомневается, верит ли она в Бога; разговор с Джорджи не помогает, и она подумывает стать, как и Шелдон, атеисткой. Пастор Роб заверяет Мелиссе, что всё нужно подвергать сомнению, поэтому даже если она не верит в Бога, то Бог верит в неё. Это впечатляет Мелиссу и Шелдона, но не нравится Мэри. |            | |                      | |                 |             |                   |
| 86 | 3          | «Потенциальная энергия и бухло на скамейке в парке» «Potential Energy and Hooch on a Park Bench»                | Никки Лорри          | Сюжет : Стив Холланд, Мэри Ченг и Джаэль Глуберман Телесценарий : Стивен Моларо, Эрик Каплан и Ник Бэкей         | 21 октября 2021 | T12.17203   | 6,36              |
| Узнав, что Дейл в своё время бросил школу, Джорджи поступает точно также, чтобы работать полный рабочий день. Джордж и Мэри приходят в ярость, и Джордж выгоняет Джорджи из дома, несмотря на протесты Мэри. Джана также разрывает отношения с Джорджи из-за того, что он бросил школу. Мэри и Джордж ругаются с Дейлом, который не хочет отговаривать Джорджи, а Конни соглашается, что школа — не лучшее место для Джорджи. Конни соглашается позволить Джорджи остаться на одну ночь. Дейл не хочет задействовать Джорджи полный день, чтобы не расстраивать родителей ещё больше, поэтому Джорджи приходится искать вторую работу. Тем временем доктор Линклеттер пытается уговорить доктора Стерджиса вернуться в университет, чтобы Шелдон не так сильно беспокоил доктора Линклеттера. Доктор Линклеттер видит, что доктор Стерджис счастлив в продуктовом магазине, и приходит к выводу, что, возможно, их научные карьеры ни к чему хорошему не привели. Они напиваются вместе в парке. Доктор Стерджис идет к Конни, а доктор Линклеттер засыпает на скамейке, и его будит полицейский. |            | |                      | |                 |             |                   |
| 87 | 4          | «Дребедень и секретная подсобка» «Pish Posh and a Secret Back Room»                                             | Алекс Рид            | Сюжет : Стивен Моларо, Ник Бэкей и Надя Четтьяр Телесценарий : Стив Холланд, Джереми Хоу и Коннор Килпатрик      | 28 октября 2021 | T12.17204   | 7,23              |
| Джорджи достигает компромисса со своими родителями, перебравшись жить в гараж. Мелисса переезжает в бывшую комнату Джорджи, и Шелдон с трудом переносит перемены. Поначалу Шелдон и Мелисса ссорятся, но в первую ночь она разрешает Шелдону спать на полу рядом со своей кроватью. Позже они переговариваются между двумя комнатами с помощью раций. Конни покупает прачечную, в подсобке которой находятся нелегальные игровые автоматы. Дейл не в восторге от этой идеи и разговаривает со своим другом, офицером Джейком, который признаётся, что полиция не обращает внимания на такие подпольные заведения. Первый день работы Конни в прачечной проходит неудачно: Джейк закрывает казино, чтобы повысить свои шансы стать шерифом. Однако он не арестовывает Конни в качестве одолжения Дейлу. Конни удручена, но всё ещё хочет управлять игровым залом. |            | |                      | |                 |             |                   |
| 88 | 5          | «Плюшевые игрушки и прелестная южная сизигия» «Stuffed Animals and A Sweet Southern Syzygy»                     | Джереми Хоу          | Сюжет : Стив Холланд, Эрик Каплан и Коннор Килпатрик Телесценарий : Стивен Моларо, Надя Четтьяр и Яэль Глуберман | 4 ноября 2021   | T12.17205   | 7,12              |
| Пока Мэри нет дома, Билли Спаркс просит у Джорджа разрешения пригласить Мелиссу на свидание. Джордж советует ему сначала хорошенько обдумать этот шаг. Шелдон знает, что ему и доктору Линклеттеру нужна помощь доктора Стерджиса для решения научной проблемы, но оба доктора — непримиримые соперники. Джордж говорит Шелдону, что все они — в команде науки, работающей ради одной цели. Доктор Линклеттер и Стерджис оскорбляют друг друга во время их первой встречи. Мелисса шокирована тем, что Джордж наговорил Билли, и отказывает Билли в свидании. Джордж подбадривает Билли, а доктор Линклеттер говорит, что Стерджис был прав и признает свою ошибку. Шелдон умалчивает, что совет Джорджа оказался полезным, а Мелисса просит Джорджа больше не лезть в её жизнь. Взрослый Шелдон рассказывает, что, хотя Джордж, возможно, и не был лучшим в мире отцом, но, возможно, и он с Мелиссой не были лучшими детьми. Тем временем Конни хочет, чтобы Джорджи работал на неё в прачечной. Джорджи отказывается, но потом предлагает снова открыть игорный зал на легальных условиях: люди будут играть в автоматы и обменивать выигрыши на плюшевые игрушки, которые Конни затем будет выкупать за наличные. Конни считает, что это глупая затея, но Дейл называет её гениальной. Конни приходит в гараж к Джорджи, чтобы извиниться. |            | |                      | |                 |             |                   |
| 89 | 6          | «Отмывание денег и каскад гормонов» «Money Laundering and a Cascade of Hormones»                                | Никки Лорри          | Сюжет : Стивен Моларо, Эрик Каплан и Джереми Хоу Телесценарий : Стив Холланд, Ник Бэкей и Мэри Ченг              | 11 ноября 2021  | T12.17206   | 7,04              |
| На занятии в воскресной школе Мелисса задаёт вопросы о сексе и отношениях, после чего пастор Роб просит у пастора Джеффа разрешения провести детям лекцию о реалиях жизни. Попытка Мэри побеседовать Мелиссой и Шелдоном дома заканчивается провалом. Пастору Робу удается убедить Мэри провести лекцию вдвоём. Ночью Мэри снится эротический сон с участием пастора Роба. Гневные звонки от родителей вынуждают пастора Джеффа отменить лекцию. В школе друзья смеются над Мелиссой из-за того, что она инициировала разговоры о сексе. В беседе с доктором Стерджисом Шелдон недоумевает, почему людям неловко говорить про размножение; этот разговор приводит к увольнению доктора Стерджиса из продуктового магазина. Впоследствии Шелдон выбирает слово «совокупление» как идеальный термин для обозначения секса. Мелиссе снится сон о том, что она выходит замуж за пастора Роба. Тем временем Джорджи помогает Конни запустить подпольное казино, выдавая в качестве призов плюшевые игрушки и затем выкупая их обратно за наличные; бизнес процветает, но Конни не хочет платить Джорджи. Офицер Джейк вымогает у Конни 10% от дохода игорного зала, который с юридической точки зрения находится в «серой зоне». |            | |                      | |                 |             |                   |
| 90 | 7          | «An Introduction to Engineering and a Glob of Hair Gel»                                                         | Джаффар Махмуд       | Сюжет : Стив Холланд, Ник Бэкей и Яэль Глуберман Телесценарий : Стивен Моларо, Джереми Хоу и Коннор Килпатрик    | 18 ноября 2021  | T12.17207   | 6,95              |
| Шелдон начинает изучение инженерного дела, которое преподает профессор Буше (Лэнс Реддик). Поначалу Шелдону нравятся строгие порядки профессора Буше, но затем тотн моментально находит ошибку в эскизе моста, нарисованным Шелдоном, и рвёт рисунок. Неоднократные попытки Шелдона переделать проект заканчиваются с таким же результатом. Президент колледжа Хагемайер безуспешно просит профессора Буше быть помягче с Шелдоном. По просьбе Шелдона Джордж говорит с профессором Буше, который объясняет, что жесткий подход к Шелдону позволит подготовить его к настоящей жизни. В конце концов Шелдон понимает, что хотя его математические расчёты идеальны, он не учитывает такой фактор, как ветер, из-за которого возникают вибрации и мост может потерять структурную целостность. Он радостно спешит показать проект профессору Буше, но его не пускают в класс из-за опоздания. Взрослый Шелдон говорит, что этот инцидент послужил началом его ненависти к инженерному делу, чем сильно удивляет своего друга-инженера Говарда Воловица, который вместе с Шелдоном выступает в роли рассказчика в этой серии. Президент Хагемайер и профессор Буше позже смеются над выражением лица Шелдона, которого не пустили на занятия. Тем временем Джун получает травму колена, и Дейл с Конни приходят её проведать. Конни расстраивается, когда узнаёт, что Дейл помогал Джун принять душ, но Джун извиняется и говорит, что Конни не о чем волноваться. Джуни Конни соглашаются, что приложили немало усилий, чтобы сделать Дейла лучшей версией самого себя. |            | |                      | |                 |             |                   |
| 91 | 8          | «Почётный ректор и логово греха» «The Grand Chancellor and a Den of Sin»                                        | Алекс Рид            | Сюжет : Стивен Моларо, Ник Бэкей и Коннор Килпатрик Телесценарий : Стив Холланд, Эрик Каплан и Надя Четтьяр      | 2 декабря 2021  | T12.17208   | 6,59              |
| Шелдон расстроен тем, что колледж вдвое сокращает число занятий по естествознанию. Президент колледжа Хагемейер, не желая конфликтовать Шелдоном, утверждает, что такое решение одобрил «почётный ректор». После того, как редактор университетской газеты сообщает Шелдону, что такого человека не существует, Шелдон возвращается к президенту Хагемейер, которая не хочет отменять свое решение; и Шелдон понимает, что его обманули. Джордж объясняет Шелдону, что почти все люди лгут, и Шелдон решает перестать всем слепо доверять. Тем временем Мэри узнаёт от секретарши Пег, что Джорджи работает в игорном зале Конни. Конни не видит в этом ничего плохого, а Джорджи отказывается увольняться. Мэри считает себя никудышной матерью. Пастору Джеффу удается немного успокоить её, заявляя, что все подростки бунтуют и приводит пример из собственной бурной юности. Шелдон говорит Мэри, что должен научиться убедительно врать, однако Мэри удаётся убедить сына что не все лгут. Джордж тайком приходит в игорный зал и не возражает, чтобы Джорджи работал там, если только он не скажет Мэри, что Джордж играет в автоматы. |            | |                      | |                 |             |                   |
| 92 | 9          | «Ступор и странная гипнотическая богема» «The Yips and an Oddly Hypnotic Bohemian»                              | Кабир Ахтар          | Сюжет : Джереми Хоу, Мэри Ченг и Бен Слотер Телесценарий : Ник Бэкей, Яэль Глуберман и Алекс Айерс               | 9 декабря 2021  | T12.17209   | 6,96              |
| Мелисса сталкивается с потерей мышечной памяти: она слишком сильно погружена в свои мысли и во время игры в бейсбол не может правильно бросить мяч. Шелдон впадает в ступор на одном легком вопросе на промежуточном экзамене у доктора Линклеттера. Разговор с Джорджем и Джорджи не помогает Шелдону, и ему не удаётся пересдать тест. Шелдон смотрит по телевизору уроки рисования Боба Росса, которые успокаивают его. В третий раз он идеально пересдает тест. Дэйлу с презрением называет Мелиссу девчонкой, что приводит её в ярость, а навык подачи мяча восстанавливается. Тем временем Джордж с одобрения Мэри чинит разные вещи в доме Бренды Спаркс. Джордж и Бренда стараются хорошо относиться друг к другу, хотя Джордж беспокоится, что они снова начинают переходить черту. Джордж в баре выпивает с директором школы Медфорд Хай Питерсеном и, похоже, подумывает о том, чтобы свести его с Брендой. |            | |                      | |                 |             |                   |
| 93 | 10         | «Дорогостоящий глюк и комната для разгильдяев» «An Expensive Glitch and a Goof-Off Room»                        | Мелисса Джоан Харт   | Сюжет : Стив Холланд, Эрик Каплан и Джерему Хоу Телесценарий : Стивен Моларо, Надя Четтьяр и Коннор Килпатрик    | 6 января 2022   | T12.17210   | 7,39              |
| Из-за четырехчасового перерыва между занятиями Шелдону предоставляют отдельную комнату в общежитии. Шелдон показывает спальню своей однокурснице Сэм, которая заявляет, что он несправедливо получает больше внимания, чем другие студенты, и люди избегают его из-за высокомерия. Поговорив с доктором Стерджисом о том, что люди — существа социальные, Шелдон решает провести эксперимент и попробовать нравиться людям. После того как Шелдон разрешает Сэм использовать свою комнату для занятий, информация об этом распространяется по всему колледжу. Шелдон разрешает парочкам использовать комнату для учебы, не понимая, зачем она им нужна на самом деле. Родители Шелдона объясняют сыну, что в его комнате не учатся, а «дурачатся». Тем временем из-за глюка игрового автомата Джун выигрывает 11 000 долларов. Не имея возможности выплатить столь большую сумму, Конни вынуждена позволить Джун стать её деловым партнером. Джун украшает казино гирляндами, а Джорджи устанавливает дартс, что не устраивает Конни. Конни пытается переманить Джорджи на свою сторону, но тот отвечает, что Конни нравится только то, что она придумала сама. Джорджи вешает в зале диско-шар, чем приводит Конни в бешенство. |            | |                      | |                 |             |                   |
| 94 | 11         | «Ночёвка, ведущая прогноза погоды и отвратительная привычка» «A Lock-In, a Weather Girl and a Disgusting Habit» | Алекс Рид            | Сюжет : Стивен Моларо, Ник Бэкей и и Коннор Килпатрик Телесценарий : Стив Холланд, Джереми Хоу и Мэри Ченг       | 13 января 2022  | T12.17211   | 7,70              |
| Мэри заставляет Шелдона и Мисси вместе с другими детьми остаться на ночевку в церкви. Поскольку Билли участвует в этом мероприятии, Джордж нервничает из-за того, что он может в тайне от всех встретиться с Брендой. Мэри также старается не оставаться наедине с пастором Робом. Джордж вместе директором Петерсеном отдыхает в баре и всё равно сталкивается с Брендой, после чего поспешно уходит. Мэри и пастор Роб сближаются, куря сигареты на улице. Джордж видит их вместе и незаметно для Мэри уезжает. Во время игры в прятки Шелдон прячется в шкафу и засыпает. Джорджи встречает в прачечной девушку по имени Мэнди (Эмили Осмент), которая заявляет, что ей 25 лет. Джорджи утверждает, что ему 21 год, он приглашает её на свидание. Мэнди рассказывает, что на самом деле ей 29 лет, но Джорджи умалчивает о своём возрасте. |            | |                      | |                 |             |                   |
| 95 | 12         | «Розовый кадиллак и великолепный племенной танец» «A Pink Cadillac and a Glorious Tribal Dance»                 | Бетт Маккарти-Миллер | Сюжет : Стив Холланд, Ник Бэкей и Джаэль Глуберман Телесценарий : Стивен Моларо, Эрик Каплан и Надя Четтьяр      | 20 января 2022  | T12.17212   | 7,98              |
| Мэри сталкивается с мистером Ланди, который заработал на розовый «Кадиллак» благодаря продаже косметики «Мэри Кэй». Он уговаривает Мэри также начать торговлю этой продукцией. Мэри удается продает один набор библиотекарю средней школы миссис Хатчинс. Мистер Ланди уговаривает Мэри предложить косметику женщинам из её группы по изучению Библии. Мэри добивается успеха, но позже ей снится сон, в котором она чувствует себя виноватой, и она перестает быть продавцом. У Шелдона в колледже начинаются весенние каникулы, и он видит по телевизору рекламу трехднёвной конвенции комиксов. Не сумев уговорить взрослых поехать с ним, Шелдон решает самостоятельно отправиться на фестиваль. В автобусе он сталкивается с Натаном из местного магазина комиксов и своим бывшим учителем естествознания мистером Гивенсом. Во время поездки они обсуждают достоинства сериалов «Затерянные в космосе», «Звёздный путь» и «Следующее поколение». |            | |                      | |                 |             |                   |
| 96 | 13         | «A Lot of Band-Aids and the Cooper Surrender»                                                                   | Джаффар Махмуд       | Сюжет : Стивен Моларо, Джереми Хоу и Мэри Ченг Телесценарий : Стив Холланд, Ник Бэкей и Коннор Килпатрик         | 27 января 2022  | T12.17213   | 7,73              |
| Шелдон знакомится с Оскаром и Дарреном, студентами последнего курса, живущими в соседней комнате общежития. Обнаружив, что у них много общих интересов, например, видеоигры, Шелдон с удовольствием общается с ними. Тем временем работа Джорджа оказывается под угрозой из-за родителей, недовольных игрой школьной футбольной команды. Встреча Джорджа с ними проходит неудачно. Удрученный Джордж разрешает Шелдону остаться на ночь в общежитии для игры в «Подземелья и драконы», не посоветовавшись с Мэри. Несмотря на обиду, Мэри удается поговорить с Джорджем и искренне обнять его, узнав о проблемах на работе. Мэри заявляется в общежитие к Шелдону, которого тошнит от слишком большого количества конфет и рутбира. После покупки новой одежды над Мисси смеются в школе, и она случайно наносит порезы, пытаясь побрить ноги. Конни заклеивает раны лейкопластырем и обещает показать ей, как безопасно бриться. |            | |                      | |                 |             |                   |
| 97 | 14         | «Бесплатный лотерейный билет и женские уловки» «A Free Scratcher and Feminine Wiles»                            | Майкл Джудд          | Сюжет : Стив Холланд, Эрик Каплан и Надя Четтьяр Телесценарий : Стивен Моларо, Джереми Хоу и Коннор Килпатрик    | 24 февраля 2022 | T12.17214   | 6,95              |
| Доктор Линклеттер, доктор Стерджис и Шелдон постоянно спорят по поводу своего проекта. Устав быть в центре распрей, президент Хагемайер приглашает доктора Кэрол Ли (Минг-На Вен) возглавить проект. Хотя оба мужчины подчиняются, Шелдон расстроен тем, что доктор Ли не принимает во внимание ни одну из его идей. Доктор Ли обсуждает с президентом Хагемайером то, как нелегко приходится женщинам в областях, где доминируют мужчины, а попытка Шелдона внести изменения проект терпит крах. Тем временем Мэри получает за заправке бесплатный лотерейный билет, но выбрасывает его в мусорник; Мисси находит его и начинает стирать защитный слой, но Мэри отбирает билет и в итоге выигрывает 500 долларов. Мэри не хочет использовать выигрыш, считая азартные игры греховным делом. Конни говорит с Мэри о том, что она не должна портить настроение другим и отдаляться от Джорджа, а Джордж рассказывает директору школу Петерсену, что видел, как Мэри была счастлива, общаясь с пастором Робом. Джордж соглашается позволить Мэри делать то, что она считает нужным. Семья Куперов покупает новую посудомоечную машину, которой довольны все, кроме Мисси. |            | |                      | |                 |             |                   |
| 98 | 15         | «Лобстер, броненосец и куда большая цифра» «A Lobster, an Armadillo and a Way Bigger Number»                    | Алекс Рид            | Сюжет : Стивен Моларо, Ник Бэкей и Джереми Хоу Телесценарий : Стивен Холланд, Эрик Каплан и Мэри Ченг            | 3 марта 2022    | T12.17215   | 6,48              |
| Шелдон вместе с докторами Стерджисом и Линклеттером отправляется в трехдневную поездку к телескопу возле Форт-Дейвиса. По дороге доктор Стерджис пытается вести машину и сбивает броненосца. Оказавшись в баре для байкеров, Шелдон помогает своим коллегам дозвониться врачам, но броненосец погибает. Похоронив его, они едут дальше под музыку мариачи в знак уважения к броненосцу. Мисси раздражена тем, что Шелдон может делать все, что захочет. Джордж предлагает отвести её в «Красный лобстер», но Мисси не хочет, чтобы друзья видели её с отцом. После поедания бургеров Джордж позволяет Мисси на парковке сесть за руль машины. Тем временем Конни узнает, что Джорджи лжет о своем возрасте Мэнди. Конни хочет, чтобы он признался, но Дейл заявляет, что в возрасте Джорджи он поступил так же. Джорджи говорит Мэнди, что живёт в родительском гараже и везёт её туда. |            | |                      | |                 |             |                   |
| 99 | 16         | «Чемодан, полный налички, и жёлтая клоунская машина» «A Suitcase Full of Cash and a Yellow Clown Car»           | Джаффар Махмуд       | Сюжет : Стив Холланд, Надя Четтьяр и Коннор Килпатрик Телесценарий : Стивен Моларо, Ник Бэкей и Джаэль Глуберман | 10 марта 2022   | T12.17216   | 6,79              |
| Игорный зал Конни процветает и приносит много денег. Не имея возможности отнести их в банк, опасаясь ареста за отмывание денег, она даёт несколько сотен долларов Шелдону и Мисси. Шелдон покупает три акции RadioShack и предлагает свои идеи для развития компании, в том числе создания мегамагазина электроники, наподобие появившегося позже торгового центра «Непостижимая Вселенная». Мисси покупает аппарат для производства сахарной ваты, и Джорджи рассказывает ей, как получить максимальную прибыль от продажи сладостей в школе; вскоре этому бизнесу приходит конец, так как в аппарат проникают муравьи. Дейл предлагает Конни объединить их накопления, уйти на пенсию и путешествовать вдвоём, но Конни отклоняет это предложение и покупает желтый спортивный родстер Mazda Miata. Тем временем Джорджа хотят заменить на посту футбольного тренера. Он выясняет, что в колледже Шелдона больше нет футбольной команды, а других вариантов работы тренером. Дейл предлагает Джорджу поработать в его магазине на испытательном сроке, а со временем взять управление магазином на себя. Поскольку Конни не хочет сбавлять темп жизни, Дейл расстается с ней. |            | |                      | |                 |             |                   |
| 100 | 17         | «Одинокий орешек, социальная бабочка и правда» «A Solo Peanut, a Social Butterfly and the Truth»                | Alex Reid            | Сюжет : Чак Лорри, Джереми Хоу и Эрик Каплан Телесценарий : Стивен Моларо, Стив Холланд и Коннор Килпатрик       | 31 марта 2022   | T12.17217   | 6,93              |
| Пейдж посещает колледж Шелдона и крайне удивлена тем, что у Шелдона есть друзья в лице Оскара и Даррена, в то время как она совсем одинока в своем университете. После лекции она просит Шелдона спрятать ее в комнате общежития и думает о том, чтобы бросить учебу. Мисси узнает об этом и рассказывает Мэри. Когда они приезжают в общежитие, Пейдж уже нет, но в прощальной записке она благодарит Шелдона за помощь. Через несколько дней Пейдж возвращается к матери. Конни отправляется пить в бар вместе с Мэри и притворяется, что не переживает по поводу расставания с Дейлом. В магазине Дейл досаждает Джорджу, постоянно задавая вопросы о Конни. Тем временем Джорджи говорит Мэнди о своем истинном возрасте, и она прогоняет его. Мэнди приходит в прачечную и кричит на Конни, которая, в свою очередь, заставляет Джорджи понять, что он поступил неправильно, соврав Мэнди. Взрослый Шелдон рассказывает, что теперь, став отцом, он понимает, что воспитание детей — непростая задача. Джорджи снова идет поговорить с Мэнди, которая сообщает, что беременна. |            | |                      | |                 |             |                   |
| 101 | 18         | «Младенцы, ложь и божественные канноли» «Babies, Lies and a Resplendent Cannoli»                                | Шири Эпплби          | Сюжет : Стивен Моларо, Ник Бэкей и Коннор Килпатрик Телесценарий : Стив Холланд, Джереми Хоу и Мэри Ченг         | 14 апреля 2022  | T12.17218   | 6,85              |
| Шелдон расстроен недавней смертью американского писателя-фантаста Айзека Азимова. Доктор Линклеттер является поклонником Азимова, а доктор Стерджис также проявляет интерес к его романам. Поскольку покойному дедушке Шелдона тоже нравились эти романы, Шелдон уговаривает Конни присоединиться к книжному клубу и вместе с двумя профессорами обсудить рассказ «Приход ночи». Узнав, что Дейл бросил Конни, оба мужчины начинают флиртовать с ней и оставляют ей на телефоне несколько голосовых сообщений. Тем временем Джорджи рассказывает Дейлу о беременности Мэнди; Джорджи — отец ребенка, а Мэнди хочет сохранить его. Дейл уговаривает Джорджи рассказать об этом Джорджу. Мисси на день становится нянькой ребёнка пастора Джеффа и крайне недовольна полученным опытом, что пугает Джорджи. В гараже Джорджи наконец-то рассказывает отцу правду. |            | |                      | |                 |             |                   |
| 102 | 19         | «Набожный баптист и горячий муженёк» «A God-Fearin' Baptist and a Hot Trophy Husband»                           | Алекс Рид            | Сюжет : Ник Бэкей, Надя Четтьяр и Джаэль Глуберман Телесценарий : Чак Лорри, Стивен Моларо и Стив Холланд        | 21 апреля 2022  | T12.17219   | 7,26              |
| Шокированный Джордж заставляет Джорджи рассказать Мэри о беременности Мэнди. Мэри и Джордж расстроены, но они оба помнят, что в прошлом с ними произошла такая же история, когда Мэри забеременела Джорджи. Мэри сообщает обо всём Конни, которой удаётся убедить Мэнди прийти на ужин с Куперами. Конни рассказывает о своих чувствах, когда Мэри забеременела. Ужин проходит в неловкой обстановке: Мэри хочет, чтобы ребёнок воспитывался в баптистской церкви, и настаивает на свадьбе Джорджи и Мэнди. Мэнди и Джордж считают, что это ужасная идея, в то время как Джорджи готов жениться. Мэри и Джордж ссорятся по поводу собственного брака. Мэнди благодарна Конни за поддержку. Позже Джорджи признаётся Мэнди в любви, но та отвергает его признание. Тем временем от Шелдона и Мисси скрывают правду. Когда их отправляют на ужин к Бренде Спаркс, Мисси и Шелдон начинают думать, что Джордж умирает или их родители разводятся. Позже они ошибочно предполагают, что Мэри ждёт ребёнка. |            | |                      | |                 |             |                   |
| 103 | 20         | «Дядя Шелдон и гормональный фейерверк» «Uncle Sheldon and a Hormonal Firecracker»                               | Шири Эпплби          | Сюжет : Стив Холланд, Эрик Каплан и Джереми Хоу Телесценарий : Стивен Моларо, Ник Бэкей и Коннор Киллпатрик      | 28 апреля 2022  | T12.17220   | 6,91              |
| Мэри и Джордж продолжают ссориться по поводу того, что их брак был ошибкой. После того, как Конни сообщает Шелдону и Мисси, что Мэри не беременна, Мисси догадывается, что ребёнок будет у Джорджи. Мэри просит близнецов хранить эту информацию в тайне. Пастор Джефф в разговоре с Мэри осуждает внебрачных детей. Шелдон не выдерживает и рассказывает правду доктору Линклеттеру, Джордж — тренеру Уилкинсу, Мэри — пастору Робу, а Мисси — девочке из школы. Джорджи расстроен тем, что все узнали его секрет, а Мэнди еще больше злится на него. Мисси утешает Джорджи и верит, что он будет хорошим отцом. Джордж недоволен, что Мэри снова общается с пастором Робом и прислушивается к его мнению, хотя Джордж ранее дал ей по сути тот же совет. Когда никто не приходит в кружок по изучению Библии, опечаленная Мэри звонит пастору Робу, который говорит, что у него всегда есть время для неё. |            | |                      | |                 |             |                   |
| 104 | 21         | «Белая шваль, кучка святош и избиение людей» «White Trash, Holy Rollers and Punching People»                    | Джереми Хоу          | Сюжет : Ник Бэкей, Коннор Киллпатрик и Мэри Ченг Телесценарий : Чак Лорри, Стивен Моларо и Стив Холланд          | 12 мая 2022     | T12.17221   | 6,93              |
| Мисси в воскресной школе ударяет по лицу мальчика, который насмехался над её семьёй. Пастор Джефф настаивает на том, чтобы Мэри взяла на работе отпуск, против чего возражают Джордж и пастор Роб. Дома Джордж не согласен с Мэри в том, что Мисси должна быть наказана. Пастор Роб приходит в дом Куперов и молится вместе с Мэри, но их уединение прерывает вернувшаяся домой Мисси. Мэнди рассказывает Конни, что её семья из-за беременности больше не хочет иметь с ней ничего общего, а приглашает её вместе поехать на медицинское обследование. В клинике без приглашения появляется Джорджи; после некоторых препирательств ему разрешают остаться, а Конни предлагает покрыть расходы на ведение беременности Мэнди. Джордж расстроен тем, что Мэри снова виделась с пастором Робом наедине, и в гневе уходит из дома. Шелдон сообщает президенту колледжа Хагемайер о своих семейных проблемах, после чего Мэри по телефону срывается на Хагемайер. Мисси обнимает и поддерживает свою мать, оправдывается перед братьями за отсутствие Джорджа и просит Бога благословить Мэри. |            | |                      | |                 |             |                   |
| 105 | 22         | «A Clogged Pore, a Little Spanish and the Future»                                                               | Алекс Рид            | Сюжет : Стив Холланд, Эрик Каплан и Джаэль Глуберман Телесценарий : Стивен Моларо, Ник Бэкей и Надя Четтьяр      | 19 мая 2022     | T12.17222   | 7,06              |
| Джордж узнает, что школа предложила его место тренеру Уилкинсу, и увольняется. Работы в магазине Дейла недостаточно, чтобы свести концы с концами, поэтому Джордж и Мэри без особого успеха изучают объявления о вакансиях в газете. К удивлению Джорджа Мэри устраивается на работу в боулинге помощницей Бренды Спаркс. Джорджи хочет заработать дополнительные деньги для будущего ребёнка и собирается продавать сигареты в игровом зале. Конни отправляется с ним в Мексику за дешёвым товаром. Позже Конни звонит Джорджу и сообщает, что их с Джорджи арестовали на границе. Тем временем Шелдона, у которого появляется первый прыщ, тревожит половое созревание и предстоящее взросление. Президент Хагемейер и доктор Линклеттер обсуждают свои молодые годы. Шелдону снится кошмар, в котором он становится каждым из своих родителей, Конни и Джорджи, взрослыми людьми, которые кажутся ему несчастными. Мисси удается успокоить Шелдона, заставив воспринимать взросление как путешествие к научному открытию и познать мир подростков. В итоге Шелдон покупает и примеряет свою первую футболку с символикой Флэша. |            | |                      | |                 |             |                   |

### Сезон 6 (2022—2023)
| № общий | № в сезоне | Название | Режиссёр            | Автор сценария                                                                                                   | Дата премьеры    | Произв. код | Зрители в США (млн) |
| --- | ---------- | --- | ------------------- | --- | ---------------- | ----------- | ------------------- |
| 106 | 1          | «400 пачек незадекларированных сигарет и ниблинго» «Four Hundred Cartons of Undeclared Cigarettes and a Niblingo» | Алекс Рид           | Сюжет : Чак Лорри, Ник Бэкей и Джереми Хоу Телесценарий : Стивен Моларо, Стив Холланд и Коннор Киллпатрик        | 29 сентября 2022 | T12.17701   | 6,88                |
| Конни и Джорджи задержаны за попытку контрабанды 400 пачек сигарет. Штраф за их освобождение составляет 2 500 долларов (эквивалент 4 827 долларов в 2021 году). Поскольку такие деньги есть только у Дейла, он и Джордж отправляются на границу и вносят залог. Дейл объясняет Джорджу, что он блефовал, когда заявил о расставании с Конни, и теперь хочет вернуть её. По дороге домой Дейл раздражает Конни. Джордж расстроен, но знает, что Джорджи пошёл на правонарушение ради будущего ребёнка, и говорит ему, что он тоже был в ужасе, когда родился Джорджи. Шелдон и Мисси встречаются с Мэнди и рассказывают ей о задержании Конни и Джорди, о трудностях Мэри с церковной общиной и о потере работы. Мэри и близнецы посещают церковь, но Мэри чувствует себя нежеланной гостьей и вскоре уходит. Шелдон произносит в церкви речь о лицемерии прихожан. Мэри говорит пастору Джеффу, что Бог оставил её. |            | |                     | |                  |             |                     |
| 107 | 2          | «Ворф из будущего и «Маргарита» Тихого океана» «Future Worf and the Margarita of the South Pacific»               | Бет Маккарти-Миллер | Сюжет : Стив Холланд, Ник Бэкей и Джаэль Глуберман Телесценарий : Стивен Моларо, Эрик Каплан и Надя Четтьяр      | 6 октября 2022   | T12.17702   | 6,96                |
| Мисси решает найти работу, чтобы помочь семье справиться с денежными проблемами. Она устраивается продавцом в любимый магазин комиксов Шелдона, используя знания о супергероях, которые она узнала от Шелдона. Шелдон пытается предложить своим друзьям и семье сюжеты для эпизодов «Звездного пути», а затем идею криптовалюты, но терпит неудачу. Мэри начинает работать в боулинге; Джордж тайно встречается с Брендой и обсуждают сложившуюся ситуацию. На работе Мэри видит пастора Роба на свидании с девушкой, которую она раньше нянчила. Мэри расстраивается и, к большому удивлению Джорджа, идёт пить и танцевать с Брендой, Конни соглашается на свидание с доктором Линклеттером, но он быстро напивается и досаждает ей. |            | |                     | |                  |             |                     |
| 108 | 3          | «Урожай страсти и шелдократия» «Passion's Harvest and a Sheldocracy»                                              | Джереми Хоу         | Сюжет : Чак Лорри, Стивен Моларо и Коннор Киллпатрик Телесценарий : Стив Холланд, Ник Бэкей и Мэри Ченг          | 13 октября 2022  | T12.17703   | 7,27                |
| Конни дает Мэри почитать эротический роман. Сочтя его пошлым, Мэри решает написать свой собственный. Она придумывает историю о таинственном незнакомце в баре и проявляет страсть по отношению к Джорджу, что вызывает удивление у него и у Дейла. У Мэнди финансовые проблемы, и арендодатель выселяет её из квартиры. Она переезжает в гараж Джорджи и переживает, что её жизнь разрушена. Джорджи утешает её, и она благодарит его за поддержку. Позже он возвращает вещи Мэнди, проникнув в её бывшую квартиру. Джорджи помогает Мэнди переехать в гостевую комнату Конни. Тем временем доктор Стерджис поручает Шелдону выбрать и представить свою позицию об этических дилеммах. Шелдона расстраивает то, что в вопросах научной этики нельзя занять однозначно правильную сторону. Он решает, что самые умные люди должны принимать все решения и вводит автократию, пытаясь командовать студентами доктора Стерджиса. |            | |                     | |                  |             |                     |
| 109 | 4          | «Blonde Ambition и концепция нуля» «Blonde Ambition and the Concept of Zero»                                      | Шири Эпплби         | Сюжет : Стив Холланд, Эрик Каплан и Надя Четтьяр Телесценарий : Стивен Моларо, Джереми Хоу и Коннор Киллпатрик   | 20 октября 2022  | T12.17704   | 6,80                |
| По просьбе Бренды Джорджу удаётся уговорить Шелдона позаниматься с Билли математикой, чтобы Билли смог закончить шестой класс. Во время обучения Билли спрашивает его, как может ноль одновременно существовать и быть ничем. Это вызывает у Шелдона экзистенциальный кризис, который позже передается докторам Стерджису и Линклеттеру. В разговоре с разочарованным Шелдоном Билли предлагает просто притвориться, что ноль существует, что Шелдон принимает это как акт веры. Билли сдаёт тест по математике и переходит в седьмой класс, где, как рассказывает взрослый Шелдон, проводит следующие несколько лет. После того, как советы Конни по поводу мальчиков не помогают Мисси, она обращается за советом к Мэнди, огорчая Мэри и Конни. Мисси считает Мэнди очень умной и классной, а также неудачно пытается перекраситься в блондинку, чтобы стать похожей на Мэнди. Мэнди и Джорджи пытаются скрыть это от Джорджа и Мэри, Мисси выбирается через окно ванной и ищет помощи у Конни, которая возвращает её родителям. |            | |                     | |                  |             |                     |
| 110 | 5          | «'Староста общежития и слово „мутный“» «A Resident Advisor and the Word 'Sketchy»                                 | Алекс Рид           | Сюжет : Чак Лорри, Стив Холланд и Ник Бэкей Телесценарий : Стивен Моларо, Джереми Хоу и Джаэль Глуберман         | 27 октября 2022  | T12.17705   | 7,07                |
| Мэри разрешает Шелдону остаться в общежитии колледжа, чтобы успеть на утренние лекции. Выясняется, что по ночам в общежитии происходят шумные вечеринки. Он уговаривает президента Хагемайер назначить его старостой общежития, но в итоге недовольные студенты приклеивают его скотчем к стене за то, что он пытался следить за соблюдением правил и в наказание отключил горячую воду. Мэри и Джордж возобновляют романтические отношения, что не нравится Мисси. Джордж отвергает идею Мэри завести еще одного ребёнка, говоря, что она чувствует себя не в своей тарелке после увольнения из церкви и с повзрослевшими детьми. Мисси общается с Джорджи и Мэнди и наблюдает за их ссорами. Тем временем Конни уговаривает Дейла арендовать грузовик в Миссисипи и расширить свой игорный бизнес за счёт автоматов для видеопокера. Дейл признаёт, что был неправ, когда расстался с Конни. Они покупают автоматы у мужчины по имени Деннис, который после заключения сделки и преследует их, пытаясь вымогать деньги, так как автоматы нелегальны в Техасе. Конни спускает шины у автомобиля Денниса, а Дейл избивает его. |            | |                     | |                  |             |                     |
| 111 | 6          | «Уродская машина, измена и немного классного футбола» «An Ugly Car, an Affair and Some Kickass Football»          | Ники Лорри          | Сюжет : Стив Холланд, Стивен Моларо и Коннор Килпатрик Телесценарий : Эрик Каплан, Надия Четтиар и Мари Ченг     | 3 ноября 2022    | Т12.17706   | 6,89                |
| Джорджи продаёт свою спортивную машину и покупает семейный автомобиль, чем производит впечатление на Мэнди. После визита в прачечную офицера Джейка Мэнди узнаёт о незаконных доходах Конни. Конни и Джорджи вынуждены показать Мэнди игорные залы, и Мэнди рада, что её ребёнок будет финансово обеспечен. Увидев, как Джорджи проявляет заботу о Шелдоне, Мэнди остаётся с Джорджи на ночь, а утром возвращается в дом Конни. Тем временем жена тренера Уэйна Уилкинса Дарлин изменяет ему с его лучшим другом и теперь беременна. Директор школы Петерсон убеждает Джорджа выступить в качестве тренера на важном футбольном матче, так как Уэйн пребывает в депрессии. Команда Джорджа побеждает, и директор Петерсон предлагает ему вернуться на работу. Джордж соглашается при условии, что Уэйн не потеряет работу. |            | |                     | |                  |             |                     |
| 112 | 7          | «Крепкий орешек и записка» «A Tougher Nut and a Note on File»                                                     | Майкл Джадд         | Сюжет : Джереми Хоу, Йел Глоуберман и Бен Слотер Телесценарий : Стив Холланд, Стивен Моларо и Ник Бакай          | 10 ноября 2022   | Т12.17707   | 7,14                |
| Во время похода в ресторан Мэнди и Джорджи сталкиваются с её родителями: Одри и Джимом. Хотя Джим не против познакомиться с Джорджи и, кажется, скучает по дочери, Одри не хочет иметь с обоими никаких дел. Джорджи посещает шиномонтаж, которым владеют Одри и Джим, и Мэнди злится, что Джорджи действовал за её спиной. Джим появляется в доме Куперов, чтобы передать деньги для Мэнди, и знакомится с Джорджем и Мэри. Мэнди узнаёт, что он там, и говорит, что её родители должны извиниться, если хотят снова стать частью её жизни. Тем временем Шелдон расстроен тем, что Мисси продала в магазине очень редкий комикс. Переговорив с фанатом комиксов Натаном, Шелдон ищет комикс для обмена, но затем у него появляется идея создать базу данных комиксов в Интернете. Он уговаривает босса Мисси разрешить ему внести все комиксы магазина в базу данных и приводит на помощь Натана. Шелдон понимает, что базу данных можно использовать для помощи грантодателям и грантополучателям в научном сообществе. Он отказывается от своей идеи с комиксами и оставляет Натана одного в магазине. Шелдон рассказывает о своей идее базы данных президенту Хагемейер, которой идея нравится, потому что можно брать плату за доступ к ней, и она отпускает Шелдона.                                              |            | |                     | |                  |             |                     |
| 113 | 8          | «Узаконивание и непристойности» «Legalese and a Whole Hoo-Ha»                                                     | Алекс Рид           | Сюжет : Стив Холланд, Ник Бакай и Эрик Каплан Телесценарий : Стивен Моларо, Джереми Хоу и Коннор Килпатрик       | 8 декабря 2022   | Т12.17708   | 7,18                |
| Президент Хагемайер приглашает родителей Шелдона для подписания контракта о разработке Шелдоном базы данных, но они недовольны тем, что университет хочет забирать 90% дохода. Доктор Линклеттер считает, что он также должен получить часть выручки, поскольку именно он предложил Шелдону идею базы данных. Президент Хагемайер и доктор Линклеттер пытаются с помощью различных ухищрений склонить Шелдона на свою сторону, а Мэри использует аналогичную тактику, убеждая сына подумать о своём финансовом будущем. На встрече все три стороны утверждают, что Шелдон пришёл к компромиссу с ними. Шелдон уходит, расстроенный тем, что все думают только о деньгах, а не о науке. Мэри извиняется и спрашивает, чего хочет Шелдон. Шелдон заявляет, что намерен обратиться к частным инвесторам для финансирования базы данных. Тем временем пастор Джефф и его прихожане негодуют по поводу содержания некоторых фильмов в видеопрокате Конни и устраивают акцию протеста у входа в магазин. Конни и Мэнди недовольны, но соглашаются отступить, когда Джорджи объясняет, что не следует привлекать лишнее внимание к незаконному игорному залу в подсобке. Пастор Джефф настаивает на усилении цензуры, но Конни быстро остужает его пыл, рассказывая, какие фильмы брали напрокат его жена и старейшины церкви. |            | |                     | |                  |             |                     |
| 114 | 9          | «Уход из колледжа и чудо Медфорда» «College Dropouts and the Medford Miracle»                                     | Ники Лорри          | Сюжет : Стивен Моларо, Коннор Килпатрик и Мари Ченг Телесценарий : Стив Холланд, Надия Четтиар и Йел Глоуберман  | 5 января 2023    | T12.17709   | 7,43                |
| Шелдон обнаруживает, что ни один инвестор не воспринимает его всерьёз из-за юного возраста, и тогда ему приходит в голову идея использовать в качестве делового партнёра доктора Стерджиса. Инвесторы настаивают, чтобы Шелдон полностью посвятил себя созданию базы данных научных грантов, но его родители категорически не разрешают ему бросить колледж. Шелдон вспоминает Гэри, богатого эксцентричного инвестора, который много лет назад дал Шелдону деньги за честность. На встрече Шелдон и доктор Стерджис убеждают Гэри выделить финансирование. Тем временем Джордж возвращается к тренерской работе, а пастор Роб перед матчем молится вместе с футболистами. Команда одерживает победу, и, к огорчению Джорджа, все ставят её в заслугу пастору Робу и Богу. На последних секундах следующего матча Джордж принимает совет пастора Роба, надеясь, что того обвинят в проигрыше и заставят перестать общаться с командой; но команда снова выигрывает. Тем временем Мисси приводит к Конни своего друга Дина. Дин, недавно потерявший собственную бабушку, привязывается к Конни, что не нравится Мисси. |            | |                     | |                  |             |                     |
| 115 | 10         | «Воскресные блинчики и флирт по учебнику» «Pancake Sunday and Textbook Flirting»                                  | Джаффар Махмуд      | Сюжет : Стив Холланд, Ник Бакай и Джереми Хоу Телесценарий : Стивен Моларо, Эрик Каплан и Коннор Килпатрик       | 12 января 2023   | T12.17710   | 7,20                |
| Мэри скучает по работе церкви и кружку изучения библии. Джордж предлагает ей завести новых друзей. В итоге она оказывается в боулинге в компании Бренды и её собутыльниц, которые обсуждают тайного ухажёра Бренды и предполагают, что он женат. Мэри рассказывает эту сплетню Джорджу. Когда Джордж тайно расспрашивает Бренду о бойфренде, она утверждает, что это не он, хотя её лицо после ухода Джорджа свидетельствует об обратном. Страдающую от похмелья Мэри утром будит Шелдон, который намерен рассказать ей всё об истории «Звездного пути». Тем временем девушка по имени Эмбер флиртует с Джорджи в видеопрокате. Мэнди уговаривает Джорджи пригласить Эмбер на свидание, так как они больше не вместе. Джорджи расстроен, но идет на свидание. В конце концов он рассказывает Эмбер о себе и беременности Мэнди. Эмбер находит такую ситуацию странной, но признаётся, что сама находится в процессе развода после года брака. Мэнди говорит Конни, что сожалеет о том, что оттолкнула Джорджи. На следующий день Джорджи благодарит Мэнди за поддержку, так как он нашёл много общего с Эмбер, не подозревая о настоящих чувствах Мэнди. |            | |                     | |                  |             |                     |
| 116 | 11         | «Беспощадный, беззубый и неделя постельного режима» «Ruthless, Toothless, and a Week of Bed Rest»                 | Алекс Рид           | Сюжет : Стивен Моларо, Эрик Каплан и Надия Четтиар Телесценарий : Стив Холланд, Джереми Хоу и Мари Ченг          | 2 февраля 2023   | T12.17711   | 7,31                |
| Врач предписывает Мэнди неделю постельного режима, а Конни повреждает спину. Мэри заботится о них обеих, и Мэнди сообщает Мэри, что ребёнок будет девочкой. Подслушав, что мать Мэнди Одри снова препирается с дочерью по телефону, Мэри навещает и ругает Одри, пока та не соглашается позвонить Мэнди. Поскольку Джорджи не в состоянии справиться со всеми предприятиями Конни, он зовёт на помощь Джорджа и Мисси. После того, как Джордж ставит Мисси в неловкое положение в видеопрокате, она рассказывает о том, что Билли видел, как Джордж неоднократно встречался с Брендой в курятнике. Джордж утверждает, что Бренда переживает тяжелые времена, и они разговаривали как друзья. Тем временем Шелдон и доктор Стерджис узнают, что доктор Линклеттер и президент Хагемайер создают свою собственную базу данных грантов. Шелдон и доктор Стерджис переманивают программиста Тоби, посулив большую зарплату. В отместку президент Хагемейер планирует подселить двух соседей в комнату Шелдона в общежитии. Гэри покупает мейнфрейм, который Шелдон размещает в своей комнате, чтобы для соседей не осталось места. Шелдон подключает суперкомпьютер к сети, и в университе отключается электричество. |            | |                     | |                  |             |                     |
| 117 | 12         | «Беби-шауэр и богатое тестостероном подшучивание» «A Baby Shower and a Testosterone-Rich Banter»                  | Джереми Хоу         | Сюжет : Стив Холланд, Стивен Моларо и Коннор Килпатрик Телесценарий : Эрик Каплан, Ная Четтиар и Йел Глоуберман  | 9 февраля 2023   | T12.17712   | 7,73                |
| Мэри приглашает Одри на вечеринку в честь рождения ребёнка Мэнди. В гости к Куперам приезжают её отец Джим и Коннор, её 22-летний безработный брат-вегетарианец и художник. Мэри возмущается, когда Одри берёт на себя командование мероприятием. После разговора с Эмбер Джорджи вручает Мэнди подарок — медальон-сердечко с сонограммой их дочери. Мэнди продолжает переживать из-за того, что Джорджи встречается с другой, но не признаётся ему в этом. Джордж и Джим сближаются из-за того, что у них есть сыновья, которых они не понимают. Шелдон и Коннор обсуждают комиксы. Одри предлагает Мэнди вернуться к своей семье, где для ребёнка организовали детскую, но оскорбляет Джорджи, и Мэнди уходит. Одри просит Джима и Коннора уехать с вечеринки к разочарованию Джима. |            | |                     | |                  |             |                     |
| 118 | 13         | «Вечеринка братства, ночёвка и мать всех мозолей» «A Frat Party, a Sleepover and the Mother of All Blisters»      | Джейсон Александр   | Сюжет : Чак Лорри, Стив Холланд и Ник Бэкей Телесценарий : Стивен Моларо, Джереми Хоу и Коннор Килпатрик         | 16 февраля 2023  | T12.17713   | 7,30                |
| В университете Шелдон сталкивается с пьяной Пейдж, присутствующей на вечеринке братства. Она бросила колледж и теперь чувствует себя очень одинокой. Она тащит Шелдона на другую студенческую вечеринку, где также находится Мисси, приглашённая старшей сестрой подруги. Мисси и Шелдон удерживают Пейдж от необдуманных поступков, а Мисси заявляет, что всегда будет в жизни Пейдж. Они отводят её обратно в комнату Шелдона, и Мисси заставляет Шелдона пообещать, что он не расскажет о них. Джордж и Мэри узнают, что Мисси ушла на вечеринку. Джордж и Джорджи едут на её поиски и говорят о том, каким родителем хочет быть Джорджи, в то время как Мэри и Мэнди вспоминают свою молодость. Джордж и Мэри испытывают облегчение и злость, когда Мисси возвращается. Тем временем Дейл проводит ночь у Конни, но решает, что им будет комфортно и без того, чтобы проводить каждую ночь вместе. |            | |                     | |                  |             |                     |
| 119 | 14         | «Вечеринка в честь запуска и живой человечек» «A Launch Party and a Whole Human Being»                            | Алекс Рид           | Сюжет : Стивен Моларо, Коннор Килпатрик и Мэри Чэнг Телесценарий : Стив Холланд, Джереми Хоу и Надя Четтьяр      | 2 марта 2023     | T12.17714   | 7,62                |
| Наступает день запуска базы данных Шелдона. Пастор Роб приглашает Мэри на обед и спрашивает её мнение о его переходе на службу в другую церковь. У Мэнди начинаются роды, когда дома находится только Шелдон, который просит Бренду Спаркс отвезти их в больницу. Джорджи пропускает эти события из-за того, что устанавливает в машину автокресло для ребёнка. Мэри видит Джорджа вместе с Брендой, когда она приезжает в больницу с пастором Робом. Мэри обвиняет Бренду в романе с Джорджем. В свою очередь Бренда обвиняет Мэри в чувствах к Робу, а Джордж обвиняет Роба в чувствах к Мэри. Также приезжают родители Мэнди и Конни. Родители Мисси и Билли Спаркса забывают забрать их из школы, и Билли достаёт Мисси вопросом, что было бы, если бы Джордж и Бренда сошлись. Джорджи сомневается в своей готовности стать отцом, но Шелдон успокаивает его и устанавливает автокресло для ребёнка. Мэнди и Джорджи называют свою дочь Констанс. Мэри заявляет, что будет ночевать у Конни. Шелдон расстраивается, узнав, что у его базы данных нет подписчиков. |            | |                     | |                  |             |                     |
| 120 | 15         | «Подростковый страх и марш позора умного мальчика» «Teen Angst and a Smart-Boy Walk of Shame»                     | Шири Эпплби         | Сюжет : Стив Холланд, Ник Бэкей и Коннор Килпатрик Телесценарий : Стивен Моларо, Надя Четтьяр и Яэль Глуберман   | 9 марта 2023     | T12.17715   | 7,66                |
| Шелдон расстроен из-за провала своей базы данных. Доктор Стерджис объясняет ему, что преодоление неудач и принятие поражений закаляет человека. Поэтому Шелдон сначала учится бросать футбольный мяч, а затем нянчится со своей новорожденной племянницей Сиси, и преуспевает в обоих занятиях. Однако при попытке понять сарказм доктора Линклеттера Шелдон терпит неудачу. Джорджи и Мэнди привыкают к роли родителей. Джордж и Мэри проводят время порознь и признают, что им нравится быть с Брендой и Робом соответственно, но они не знают, что делать дальше. Мэри решает остаться в доме Конни подольше. Мисси расстроена тем, что её забыли забрать из школы, что она пропустила роды, и её держат в неведении относительно проблем в её cемье. Мисси оскорбляет учительницу в школе, и родители ругают её. Увидев, как Мэри утешает Шелдона, Мисси собирает вещи и уезжает в пикапе Джорджа. |            | |                     | |                  |             |                     |
| 121 | 16         | «Украденный пикап и побег из дома» «A Stolen Truck and Going on the Lam»                                          | Руби Стиллвотер     | Сюжет : Стивен Моларо, Эрик Каплан и Джереми Хоу Телесценарий : Стив Холланд, Коннор Килпатрик и Мэри Ченг       | 30 марта 2023    | T12.17716   | 7,3                 |
| Мисси звонит Пейдж, и они решают вместе сбежать в Дейтона-Бич (штат Флорида). В дороге они весело проводят время, попадая в неприятности и сближаясь на почве того, что Мисси чувствует себя обделённой вниманием, а Пейдж не нравится быть ребёнком-гением. Никто не замечает их отсутствия, пока Мэри не обнаруживает пропажу пикапа Джорджа. Когда Шелдон говорит, что Мисси всё ещё общается с Пейдж, Куперы звонят её матери Линде. Полицейский останавливает Мисси в Луизиане, и Мисси тут же во всем признаётся. Позже девушки помогают поймать нарушителей скоростного режима с помощью ручного радара. Во время поездки за дочерьми Джордж, Мэри и Линда обсуждают брак Куперов и развод Линды. Джордж насмехается над идеей пойти к брачному консультанту Линды, и все трое ссорятся из-за разногласий в вопросе воспитания детей. Шелдон, удивлённый поступком Мисси, остаётся дома с Конни. По дороге домой расстроенная Мисси говорит, что ей больше нравится, когда её родители не разговаривают друг с другом. Взрослый Шелдон сообщает, что наступил трудный период в жизни Мисси. |            | |                     | |                  |             |                     |
| 122 | 17         | «Немецкая народная песня и настоящий взрослый» «A German Folk Song and an Actual Adult»                           | Кабир Ахтар         | Сюжет : Стив Холланд, Джерему Хоу и Надя Четтьяр Телесценарий : Стивен Моларо, Эрик Каплан и Яэль Глуберман      | 13 апреля 2023   | T12.17717   | 6,88                |
| Мисси наказана и находится под домашним арестом. Ей не позволяют смотреть телевизор, и она расстроена из-за пропущенных эпизодов сериала «Беверли-Хиллз, 90210». Шелдон начинает смотреть сериал, учась постигать подтекст и эмоции, и всерьёз увлекается данным шоу. Мэри возвращается на работу, но вступает в спор с Брендой. Бренда является в доме Куперов и хочет обсудить с Мэри имеющиеся разногласия. Бренда считает, что Джорджу проще общаться с ней, как и Мэри с пастором Робом. Поговорив друг с другам по душам, Мэри и Бренда достигают взаимопонимания. На 18-й день рождения Джорджи Мэнди хочет устроить ему вечеринку, но Эмбер приглашает его на свидание. Джорджи расстается с Эмбер, желая быть дома с Мэнди и дочкой. Джорджи просит Мэнди выйти за него замуж. |            | |                     | |                  |             |                     |
| 123 | 18         | «Маленькие зелёные человечки и дружеское предложение женитьбы» «Little Green Men and a Fella's Marriage Proposal» | Мэтью А. Черри      | Сюжет : Стивен Моларо, Джереми Хоу и Мари Ченг Телесценарий : Стив Холланд, Эрик Каплан и Надя Четтьяр           | 27 апреля 2023   | T12.17718   | 7,20                |
| Удивленная Мэнди отказывает Джорджи, и он уходит обиженный. Мэнди признается Конни, что была застигнута врасплох. После ссоры в кабинете педиатра Мэнди и Джорджи случайно оставляют Сиси в запертой машине. Джорджи удаётся открыть дверь и вытащить дочку. Он мирится с Мэнди, хотя она и запрещает ему снова делать предложение. Тем временем чирлидерша приглашает Билли Спаркса на свидание, но Мисси объясняет, что это просто розыгрыш. Она предлагает пойти с Билли в кино, но после этого её приглашают на вечеринку чирлидерш. Хотя взрослые уговаривают Мисси поступить правильно, Билли советует Мисси пойти на вечеринку, что она и делает. Шелдон начинает размышлять о том, возможна ли жизнь на других планетах. Доктора Линклеттер и Стерджис отвергают эту идею как нелепую. Шелдон находит себе другого профессора-консультанта, что заставляет докторов Линклеттера и Стерджеса присоединиться к ним на случай, если Шелдон окажется прав. |            | |                     | |                  |             |                     |
| 124 | 19         | «Новая ведущая прогноза погоды и няня-домосед» «A New Weather Girl and a Stay-at-Home Coddler»                    | Alex Reid           | Сюжет : Стив Холланд, Эрик Каплан и Яэль Глоуберман Телесценарий : Стивен Моларо, Джереми Хоу и Коннор Килпатрик | 4 мая 2023       | T12.17719   | 7,14                |
| На местном новостном телеканале открывается вакансия ведущей прогноза погоды, и Мэнди решает подать заявку на эту работу. Джорджи удивлён, думая, что она будет сидеть дома с ребенком. Мэнди обижена, что Джорджи не поддерживает её, но всё равно решает поучаствовать в пробах. Сиси оказывается талисманом удачи в игорном зале. Конни заставляет Джорджи осознать, что он должен поддержать Мэнди, и это также пойдёт на пользу Сиси. Джорджи извиняется. На прослушивании у Мэнди сквозь блузку начинает протекать молоко. Тем временем Шелдон понимает, что его сокурсники планируют провести лето, составляя портфолио для поступления в аспирантуру, и что он больше не может полагаться на свой статус вундеркинда, поэтому может и не поступить в Калтех, как ранее планировал. Шелдон винит в этом Мэри, докторов Линклеттера и Стерджиса. Мисси считает, что он волнуется из-за пустяков, но радуется, что он сможет быстрее переехать. После извинений Шелдона доктор Стерджис рассказывает Шелдону о возможности провести лето в Германии. |            | |                     | |                  |             |                     |
| 125 | 20         | «Немецкий для начинающих и сумасшедший старик с битой» «German for Beginners and a Crazy Old Man with a Bat»      | Никки Лорри         | Сюжет : Стивен Моларо, Джереми Хоу и Коннор Килпатрик Телесценарий : Стив Холланд, Надя Четтьяр и Мари Ченг      | 11 мая 2023      | T12.17720   | 6,69                |
| Ночью происходит ограбление игорного зала Конни. Дейл пытается вести себя жестко, чтобы защитить заведение и заработанные деньги. Мисси знакомится с Таней, непокорной племянницей пастора Джеффа, которую отправили к нему на лето. Они быстро сближаются и вместе пробираются ночью на улицу, где Мисси пробует курить сигарету. Но они быстро возвращаются домой, увидев, что в доме Конни кто-то бодрствует. Не видя, кто это, Дейл и Джорджи думают, что спугнули возможных грабителей, и гордятся собой. Между тем университет не оплачивает поездку Шелдона в Германию и родители заявляют ему, что он не может поехать. Шелдон пытается продать часть своих вещей на дворовой распродаже, но не может ни с чем расстаться. Шелдон удручен, но тут появляются доктор Линклеттер и пастор Джефф с кучей денег, собранных преподавателями школы и прихожанами церкви; многие рады тому, что Шелдон сможет поехать на лето в Германию. |            | |                     | |                  |             |                     |
| 126 | 21         | «Романтический побег и немецкая мясная диета» «A Romantic Getaway and a Germanic Meat-Based Diet»                 | Майкл Джадд         | Сюжет : Стив Холланд, Джереми Хоу и Коннор Килпатрик Телесценарий : Стивен Моларо, Эрик Каплан и Яэль Глоуберман | 18 мая 2023      | T12.17721   | 6,89                |
| Мэнди приглашает Джорджи провести вместе с ней романтические выходные в спа. Джорджи соглашается, но его явно что-то беспокоит в отношениях с Мэнди. Во время сеанса массажа они ссорятся из-за того, что Мэнди то притягивает его к себе, то отталкивает. По дороге домой Мэнди предлагает Джорджи пожениться, и он с радостью соглашается. Тем временем, готовясь к поездке в Германию, Шелдон видит, как Мисси с Таней выходят ночью на улицу и пробираются обратно. Мисси удается ненадолго заставить Шелдона замолчать, сказав, что если у неё будут неприятности, то их родители оба захотят остаться дома, и Шелдон не сможет уехать в Германию. В конце концов совесть заставляет его всё равно рассказать родителям. Мисси наказывают, и она говорит Шелдону, что ненавидит его, а он пытается объяснить, что искренне переживал за неё. Тем временем Мэри и Джордж спорят о том, кто из них должен поехать с Шелдоном в Европу, и Джордж признаёт, что это должна быть Мэри. |            | |                     | |                  |             |                     |
| 127 | 22         | «Торнадо, 10-часовой полет и чертовски прекрасное кольцо» «A Tornado, a 10-Hour Flight and a Darn Fine Ring»      | Алекс Рид           | Сюжет : Стивен Моларо, Джереми Хоу и Надя Четтьяр Телесценарий : Стив Холланд, Коннор Килпатрик и Бен Слотер     | 18 мая 2023      | T12.17722   | 6,97                |
| Мэри и Шелдон отправляются в аэропорт, а Мисси всё ещё сердится на своих родителей и Шелдона. Мэри беспокоится, что Шелдону будет скучно в самолете, но в итоге он все время разговаривает с известным учёным. Джорджи получает от Конни большой аванс, чтобы купить Мэнди подходящее обручальное кольцо, и они навещают родителей Мэнди, хотя Мэнди и Одри снова ссорятся. В это время на город обрушивается торнадо; Джордж защищает Мисси, прикрывая её своим телом на дороге; Дейл и Конни вынуждены показать пастору Джеффу игорный зал, чтобы укрыть в нём клиентов прачечной; Мэнди и Одри продолжают ссориться. Торнадо уничтожает дом Конни, а деньги, хранившиеся в пачке из-под хлопьев, разлетелись по сторонам. Конни решает переехать к Дейлу, а Джордж предлагает Мэнди и Сиси комнату Шелдона. Шелдон и Мэри приземляются в Германии, не зная, что произошло, и не могут дозвониться до родных по телефону. |            | |                     | |                  |             |                     |

### Сезон 7 (2024)
| № общий | № в сезоне | Название                                                                                             | Режиссёр        | Автор сценария                                                                                                  | Дата премьеры   | Произв. код | Зрители в США (млн) |
| --- | ---------- | --- | --------------- | --- | --------------- | ----------- | ------------------- |
| 128 | 1          | «Венский шницель и нижнее белье на дереве» «A Wiener Schnitzel and Underwear in a Tree»              | Алекс Рид       | Сюжет : Чак Лорри, Стив Холланд и Стивен Моларо Телесценарий : Ник Бэкей, Джереми Хоу и Коннор Киллпатрик       | 15 февраля 2024 | T12.18701   | 7,99                |
| Вскоре после торнадо Конни сообщают, что ее страховка не покрывает ущерб. Она остается у Джорджа после того, как Дэйл бесчувственно пошутил по этому поводу. Мисси берет на себя ответственность за дом и разговаривает с Дейлом о его чувствах. Жена пастора Джеффа находит деньги Конни, но так как они были получены незаконным путем, использует их для покупки телевизора с большим экраном. Позже пастор Джефф отдает их Джорджу, ничего не объясняя. Услышав новости из Германии, Мэри хочет вернуться домой, но Шелдон отказывается, говоря, что это ничего не изменит, а он не хочет пропускать занятия. Дома все говорят, что там и так слишком много народу. Вместо этого Мэри напивается, ставя Шелдона в неловкое положение. |            | |                 | |                 |             |                     |
| 129 | 2          | «Колесо рулетки и собака, играющая на пианино» «A Roulette Wheel and a Piano Playing Dog»            | Никки Лорри     | Сюжет : Стив Холланд, Ник Бэкей и Надья Четтьяр Телесценарий : Чак Лорри, Стивен Моларо и Эрик Каплан           | 22 февраля 2024 | T12.18702   | 7,14                |
| Шелдон обнаруживает, что отстаёт в учебе от всех остальных в своём классе в Германии, и его заставляют заниматься с девочкой младше него. Шелдону трудно смириться с тем, что он не самый умный, но после звонка доктору Линклеттеру он убеждает себя слушаться и учиться. Тем временем, чтобы побыстрее заработать денег, Конни просит установить в игровом зале колесо рулетки. Джорджи сомневается её необходимости, особенно после того, как узнаёт, что мафия сделала с предыдущим владельцем рулетки, но Мэнди уговаривает его. Мисси продолжает хозяйничать в доме, разговаривает с Джорджи о его страхах и уговаривает Джорджа и отца Мэнди Джима помочь. Но она чувствует, что её не ценят, и составляет для всех график выполнения работ по дому. |            | |                 | |                 |             |                     |
| 130 | 3          | «Штрудель и горячий американский парень» «A Strudel and a Hot American Boy Toy»                      | Джереми Хоу     | Сюжет : Чак Лорри, Стивен Моларо и Ник Бэкей Телесценарий : Стив Холланд, Коннор Килпатрик и Йэль Глуберман     | 29 февраля 2024 | T12.18703   | 7,10                |
| Чтобы сэкономить деньги на международных звонках, Джордж начинает писать письма Мэри. Мэри очень тронута, пишет ответные письма и говорит Джорджу, как сильно она его любит. Шелдон хочет самостоятельно кататься на немецких поездах, но Мэри запрещает ему это делать. Он врёт матери, что идёт в библиотеку, а сам отправляется на железную дорогу, но оставляет рюкзак в вагоне поезда, когда выходит на станции купить штрудель. Мисси отвечает на звонок Шелдона, который просит её о помощи. Шелдон объясняет ситуацию двум полицейским, которые отказываются его подвезти и заставляют возвращаться в Гейдельберг пешком; в пути Шелдона преследует такса. В конце концов Мисси звонит Мэри и рассказывает о том, что произошло. Вернувшись домой, Шелдон лжёт о том, где был, и Мэри пишет Джорджу о том, как он мучается от чувства вины. Джорджи также пишет письмо Мэнди. Новый друг Мисси Тейлор оказывается мальчиком, но Мисси врёт Джорджу, что он гей, и Джордж ведётся на обман. Тем временем Конни переезжает к Дейлу, и они приспосабливаются к совместной жизни, что оказывается непростым делом. |            | |                 | |                 |             |                     |
| 131 | 4          | «Муравьи на бревне и подмигивающий читер» «Ants on a Log and a Cheating Winker»                      | Майкл Джадд     | Сюжет : Чак Лорри, Стив Холланд и Джереми Хоу Телесценарий : Стивен Моларо, Коннор Килпатрик и Надья Четтьяр    | 7 марта 2024    | T12.18704   | 6,82                |
| Шелдон и Мэри возвращаются из Германии. Шелдон раздражён тем, что его комната занята Джорджи и Мэнди, а их ребёнок постоянно плачет. Вернувшись в колледж, он обнаруживает, что в его комнате занимается новый студент. Не удосужившись даже узнать его имя, Шелдон начинает увлеченно играть в компьютерную игру, которая доступна для бета-тестирования. Мэри чувствует себя не в своей тарелке, когда домашние прекрасно обходятся без неё, и проводит день с футбольной командой Джорджа, но Джордж категорически против регулярных появлений Мэри на тренировках. Мэри утешает Мисси после того, как Тейлор бросил её. Шелдон возвращается домой и думает, что застал Джорджа с другой женщиной, но это всего лишь Мэри, переодетая в немку Хельгу. Взрослый Шелдон утверждает, что после этого случая он стал стучать в дверь несколько раз (отсылка к поведению Шелдона в «Теории большого взрыва»). |            | |                 | |                 |             |                     |
| 132 | 5          | «Монстр Франкенштейна и сумасшедший церковник» «A Frankenstein's Monster and a Crazy Church Guy»     | Алекс Рид       | Сюжет : Стивен Моларо, Ник Бэкей и Эрик Каплан Телесценарий : Чак Лорри, Стив Холланд и Мэри Ченг               | 14 марта 2024   | T12.18705   | 6,52                |
| Мисси узнает от Билли Спаркса, что его мама уехала из города, и уговаривает его устроить вечеринку. Джорджи и Мэнди не хотят помогать им купить пиво, но Джорджи даёт Мисси коробку с фейерверками. Билли покупает пиво после того, как Мисси понимает, что он выглядит достаточно взрослым. Мэри жертвует 50 долларов телепроповеднику, а Джордж считает это пустой тратой средств. Он убеждает пастора Джеффа уговорить Мэри вернуться в их старую баптистскую церковь. Мэри сначала не соглашается, ведь она только что получила 800 долларов на возврат налогов. Во время молитвы ей в глаз гадит птица; позже её машина не заводится, она ломает мизинец на ноге, а в спину ей попадает фейерверк с вечеринки, поэтому она соглашается вернуться на прежнее место работы. На следующий день во время церковной службы Мисси начинает блевать в блюдо для сбора пожертвований. Тем временем Шелдон вместе со своим соседом по комнате Эваном и его другом создают алгоритм искусственного интеллекта, который будет зарабатывать для них деньги на торговле биржевыми акциями. Алгоритм поначалу хорошо работает, но затем, похоже, обретает разум и начинает принимать собственные торговые решения, в том числе о торговле за границей. Заодно Шелдон поручае компьютеру решение фундаментальных вопросов в области физики, и из-за этой перегрузки они начинают терять деньги. В конце концов Шелдон выбрасывает компьютер из окна, уничтожая его.                                                                                     |            | |                 | |                 |             |                     |
| 133 | 6          | «Баптисты, католики и попытка утопления» «Baptists, Catholics and an Attempted Drowning»             | Мэттью А. Черри | Сюжет : Чак Лорри, Стив Холланд и Бен Слотер Телесценарий : Стивен Моларо, Джереми Хоу и Коннор Килпатрик       | 4 апреля 2024   | T12.18706   | 6,74                |
| Мисси теряет сон из-за того, что слышит, как «люди занимаются этим всю ночь». Мэри спрашивает Джорджи и Мэнди об их свадебных планах. Поняв, что им незачем тянуть, они решают пожениться в мэрии на следующей неделе. Мать Мэнди Одри предлагает оплатить большую официальную свадьбу. Поскольку семья Мэнди — католики, а Куперы — баптисты, Мэри и Одри спорят о том, где должна проходить свадьба и в какой религии воспитывать Сиси. Мэри тайно приглашает к себе домой пастора Джеффа, который крестит Сиси в кухонной раковине. Одри отвлекает Мэнди шоппингом и совершает крещение Сиси в церкви у своего священника. Шелдон приходит домой, расстроенный тем, что Эван без спроса обновил компьютер Шелдона, и теперь Шелдон не может обыграть его в шахматы. Мэри признаётся Мэнди, что она покрестила Сисси. Одри совершает аналогичное признание. Мэнди злится на них обеих, поскольку они действовали за её спиной, но Джорджи относится к этому спокойно. Когда Мэнди делится своими переживаниями с Конни и Дейлом, Джорджи приходит к ней с извинениями за то, что не был на её стороне. Мэнди решает, что они с Джорджи должны немедленно заключить брак в мэрии без присутствия родителей, и Джорджи, Конни и Дейл соглашаются. |            | |                 | |                 |             |                     |
| 134 | 7          | «Правильная свадьба и скелеты в шкафу» «A Proper Wedding and Skeletons in the Closet»                | Майкл Джадд     | Сюжет : Стивен Моларо, Эрик Каплан и Надя Четтьяр Телесценарий : Чак Лорри, Стив Холланд и Йель Глуберман       | 11 апреля 2024  | T12.18707   | 7,35                |
| Родители Джорджи и Мэнди, а также Мисси, услышав новость о предстоящей свадьбе, спешат в мэрию и присутствуют при регистрации брака. За ужином Шелдон радуется, что его не взяли на церемонию. Одри предлагает оплатить Джорджи и Мэнди уик-энд в Долливуде в качестве медового месяца. По дороге туда Мэнди и Джорджи обсуждают свои планы на будущее и останавливаются, чтобы заняться сексом. Конни нянчит Сиси, когда приезжает полиция, собираясь закрыть нелегальный игорный зал. Конни пытается сбежать по улице с коляской, но её арестовывают. Поскольку в пятницу судья находится в отъезде на рыбалке, Конни приходится провести выходные в тюрьме. Дейл забирает Сиси из участка и передаёт её Мэри. Одри узнает об игорном зале и работающем там Джорджи, что приводит к конфликту с Мэри. Джим и Джордж закрывают обсуждение криминальной темы за ужином, обсуждая дальних родственников с тёмным прошлым. Тем временем из-за ареста Конни об игорном зале узнаёт Шелдон, единственный в семье Куперов, кто был не в курсе данного нелегального бизнеса. Мисси подшучивает над братом, говоря, что под молитвенным садом Мэри на заднем дворе находится труп, и заставляет его выкопать яму. |            | |                 | |                 |             |                     |
| 135 | 8          | «Электронный браслет и большой пластиковый сортир» «An Ankle Monitor and a Big Plastic Crap House»   | Майкл Джадд     | Сюжет : Чак Лорри, Стив Холланд и Коннор Килпатрик Телесценарий : Стивен Моларо, Ник Бэкей и Эрик Каплан        | 18 апреля 2024  | T12.18708   | 7,15                |
| Конни помещают под домашний арест в доме Дэйла с электронным браслетом на лодыжке. Шелдон изучает право, но Конни отвергает его идею добиваться признания её невменяемой. Знакомый адвокат Дэйла говорит, что она сможет избежать тюрьмы, если признает себя виновной, заплатит несколько штрафов и лишится прачечной и видеопроката. Конни неохотно соглашается на сделку с правосудием. В доме Куперов ломается септик. Джордж привозит переносной туалет, в который вскоре забирается змея. Конни спрятала в доме заначку, и Мэри застает её рядом с тайником. Узнав о змее, Конни даёт Мэри часть денег на ремонт. Тем временем из-за проблем с водопроводом Мэнди и Джорджи переезжают к Одри и Джиму. Одри поначалу категорически выступает против брака Мэнди, но Джорджи, который активно помогает по дому, решительно настроен найти работу и нянчится с Сиси, постепенно завоевывает сердце Одри. Одри разрешает Джиму взять Джорджи на работу в шиномонтажный магазин. |            | |                 | |                 |             |                     |
| 136 | 9          | «Модная статья и стипендия для младенца» «A Fancy Article and a Scholarship for a Baby»              | Энсли Рикс      | Сюжет : Чак Лорри, Стивен Моларо и Мэри Ченг Телесценарий : Стив Холланд, Джереми Хоу и Надя Четтьяр            | 25 апреля 2024  | T12.18709   | 6,86                |
| Статья, которую Шелдон написал вместе со своим репетитором в Германии, опубликована за рубежом. Несколько престижных университетов связываются с Джорджем и Мэри, пытаясь заманить Шелдона в аспирантуру и предлагая оплатить все транспортные расходы как для него, так и для его семьи. Президент Хагемейер узнаёт об этом и требует, чтобы доктора Линклеттер и Стерджис использовали свою связь с Шелдоном, его местные семейные узы и нелюбовь к переменам, чтобы он остался в Восточно-Техасском технологическом институте. Она также предлагает Джорджу и Мэри потенциальные стипендии для Джорджи, Мисси и Сиси. Шелдон сужает выбор до Массачусетского технологического института и Калтеха. Он не может определиться и почти решает остаться, пока доктора Линклеттер и Стерджис не признают, что Шелдон превзошёл их обоих и что он должен двигаться дальше ради науки и своего будущего. Шелдон выбирает Массачусетский технологический институт, но после того, как Джордж и Шелдон прилетают в Бостон и видят снежную бурю возле аэропорта, они оба приходят к соглашению, что Шелдону следует поступать в Калтех. Тем временем с подачи Одри Джорджи пытается научиться грамотной речи ради Сиси. |            | |                 | |                 |             |                     |
| 137 | 10         | «Общественная работа и ключ к счастливому браку» «Community Service and the Key to a Happy Marriage» | Руби Стиллуотер | Сюжет : Стив Холланд, Надя Четтьяр и Йель Глуберман Телесценарий : Стивен Моларо, Коннор Килпатрик и Бен Слотер | 2 мая 2024      | T12.18711   | 7,17                |
| Конни, приговорённая к 180 часам общественных работ, знакомится со своим офицером по надзору Рондой Томпсон (Октавия Спенсер). Она решает заняться отработкой наказания в церкви Мэри, думая, что данный процесс будет быстрым и лёгким. Мэри отказывается завышать количество часов и настаивает на том, чтобы Конни действительно поработала, разбирая большую захламлённую комнату для пожертвований. Конни узнаёт, что Джордж знаком с Рондой, и просит его попытаться сократить количество часов для неё, но Джордж терпит неудачу, а Ронда в отместку даёт Конни всего два дня, чтобы привести комнату в порядок и закончить работу в церкви. Конни приглашает к себе в помощники Шелдона, которому нравится разгребать барахло, но разгневанная Мэри отстраняет его от работы. На следующий день Мэри и Шелдон разбирают комнату, не желая, чтобы Конни попала в тюрьму. При поддержке Мэри Конни отработала первые 40 часов. Тем временем Мэнди и Одри ссорятся между собой по поводу воспитания Сиси. Мэнди расстраивается, когда Джорджи не поддерживает её. Джим даёт Джорджи совет не спорить с обеими женщинами, а во всём поддакивать им, но Мэнди догадывается об уловке Джорджи. Она хочет, чтобы их брак был лучше, нежели у её родителей, и Джорджи искренне соглашается с этим. Джорджи и Джим уходят, как только Мэнди и Одри начинают спорить о браке. |            | |                 | |                 |             |                     |
| 138 | 11         | «Маленький обрез и обучение старых собак» «A Little Snip and Teaching Old Dogs»                      | Руби Стиллуотер | Сюжет : Стив Холланд, Надя Четтьяр и Йель Глуберман Телесценарий : Стивен Моларо, Коннор Килпатрик и Бен Слотер | 9 мая 2024      | T12.18710   | 6,65                |
| Шелдону остаётся меньше двух месяцев до отъезда в Калифорнию. Он передаёт президенту Хагемайеру разработанный им план будущей учебной программы по физике в Восточно-Техасском технологическом институте. Доктора Стерджис и Линклеттер не понимают предложенный материал и вынуждены просить Шелдона помочь им с изучением теории струн. Методы преподавания, которым Шелдон научился в Германии, не нравятся докторам. После телефонного разговора с Конни Шелдон решает набраться терпения, благодаря чему Стерджис и Линклеттер начинают осваивать новые знания. Тем временем Мэри нравится нянчить Сиси, и она не против завести ещё одного ребёнка. Такие намерения беспокоят Джорджа, который после разговора с тренером Уилкинсом и директором школы Питерсоном тайно делает вазектомию, после чего лжёт Мэри, что получил травму на тренировке. Джордж раздосадован своим поступком, когда Мэри заявляет, что они не потянут ещё одного малыша. |            | |                 | |                 |             |                     |
| 139 | 12         | «Новый дом и традиционная техасская пытка» «A New Home and a Traditional Texas Torture»              | Алекс Рид       | Сюжет : Чак Лорри, Стив Холланд и Эрик Каплан Телесценарий : Стивен Моларо, Надя Четтьяр и Коннор Килпатрик     | 9 мая 2024      | T12.18712   | 6,82                |
| Желая закончить все дела в Техасе, Шелдон посещает местный магазин комиксов, в последний раз обедает с Тэмом в школьной библиотеке (хотя Тэм закончил школу в прошлом году) и прощается со своим старым учителем естествознания мистером Гивенсом. Директор Петерсон сообщает Джорджу, что университет Райса собирается предложить ему работу тренера, о которой мечтал Джордж. В разговоре с Мэри Джордж заявляет, что готов к переезду в Хьюстон вместе с ней и Мисси. Все, кроме Шелдона, в восторге от открывающихся перспектив. Попытки Шелдона уговорить Конни, Джорджи и Мэнди и Восточно-техасский технологический институт купить дом его семьи терпят неудачу. Президент Хагемейер говорит, что, возможно, Шелдон на самом деле боится ехать в Калифорнию. На следующий день, когда семья готовится к семейной фотосессии, тренер Уилкинс и директор школы Петерсон приходят к Куперам с плохими новостями: у Джорджа на работе случился инфаркт, и он скончался. |            | |                 | |                 |             |                     |
| 140 | 13         | «Похороны» «Funeral»                                                                                 | Майкл Джадд     | Чак Лорри, Стивен Моларо и Стив Холланд                                                                         | 16 мая 2024     | T12.18713   | 9,15                |
| Пока семья готовится к похоронам Джорджа, по-разному выражая свое горе, Шелдон представляет себе альтернативные временные линии, в которых показаны различные вещи, которые он мог бы сказать Джорджу в тот момент, когда его отец в последний раз уходил из дома на работу, а не молчать и игнорировать Джорджа, как он обычно делал. На похоронах несколько персонажей произносят хвалебные речи в честь Джорджа. Джорджи размышляет о том, что отец всегда поддерживал его, как бы он себя ни вел. Конни с юмором упоминает о пристрастиях Джорджа к еде и выпивке, отмечая, что, несмотря на то, что изначально не одобряла решение Мэри завязать с ним отношения, она полюбила его как сына. Мэри со слезами на глазах выражает свой гнев по поводу того, что Джордж оставил семью. Наконец, Шелдон представляет себя произносящим трогательную речь о том, что он хотел бы сказать, если бы знал, что Джордж скоро умрет. Взрослый Шелдон, теперь уже спокойно говорящий то, что хотел сказать в прошлом, рассказывает, что любил своего отца и всегда будет скучать по нему. |            | |                 | |                 |             |                     |
| 141 | 14         | «Мемуары» «Memoir»                                                                                   | Алекс Рид       | Чак Лорри, Стивен Моларо и Стив Холланд                                                                         | 16 мая 2024     | T12.18714   | 9,32                |
| В финале сериала, через 27 дней после похорон Джорджа, Шелдон, теперь уже выпускник колледжа, готовится уехать в Калифорнию, когда Мэри настаивает на том, чтобы они с Мисси крестились. Они не хотят этого делать, пока Конни не убеждает их в обратном, не желая видеть, как ее дочь одолевает горе. Она навещает Мэри, когда та молится у надгробия Джорджа, и призывает ее провести время с детьми, прежде чем они покинут дом. В церкви убитая горем Мисси вырывается, но Шелдон, желая поддержать Мэри и в то же время соблюсти гигиену в потенциально антисанитарной ванне с водой, надевает гидрокостюм и снаряжение для подводного плавания, чтобы принять крещение. В наши дни взрослый Шелдон, как выясняется, все это время писал мемуары о своем техасском детстве; теперь он живет в пригороде Лос-Анджелеса со своей женой Эми Фаррой Фаулер, их сыном Леонардом и неназванной дочерью. Эми с трудом убеждает Шелдона присоединиться к ней, чтобы посмотреть, как Леонард играет в школьный хоккейный матч, пока он наконец не уступает, осознав, что ему следует проводить больше времени со своими детьми, как Мэри и Джордж проводили время с ним, Мисси и Джорджи. Шелдон представляет себя в доме своего детства через некоторое время после того, как Мэри продала его, и вспоминает один из последних разговоров с Мисси перед отъездом в Калифорнию. Юный Шелдон приезжает в Калтех; когда проходящий мимо профессор (Дэвид Зальцберг) спрашивает, не заблудился ли он, он отвечает, что находится там, где ему место. |            | |                 | |                 |             |                     |